# Atteggiamenti sociali nei confronti dell'omosessualità
     90-100%
     81–90%
     71–80%
     61–70%
     51–60%
     41–50%
     31–40%
     21–30%
     11–20%
     1–10%
     Nessun dato

"Pew Global Attitudes Project 2013": "Quale di questi si avvicina di più alla tua opinione, il numero 1 o il numero 2?: #1 - L'omosessualità dovrebbe essere accettata dalla società, #2 - L'omosessualità non dovrebbe essere accettata dalla società. Percentuale di intervistati a favore di #1":
90-100%
81–90%
71–80%
61–70%
51–60%
41–50%
31–40%
21–30%
11–20%
1–10%
Nessun dato

Gli atteggiamenti sociali nei confronti dell'omosessualità possono variare anche notevolmente tra le diverse culture e nei differenti periodi storici, così come gli atteggiamenti verso il desiderio sessuale, l'attività sessuale e le relazioni intime in generale.
Ogni forma di cultura possiede i propri valori riguardo a quella che considera essere una sessualità appropriata o, viceversa, inappropriata; alcune di esse sanzionano l'amore tra persone dello stesso sesso, la sessualità gay e la sessualità lesbica, mentre altre possono disapprovare solo in parte tali attività.
Come accade anche per il comportamento eterosessuale possono venire attribuiti differenti tipi di prescrizioni e proscrizioni agli individui sulla base del loro genere, età, status sociale o classe sociale.
Molte tra le culture mondiali del passato hanno considerato la sessualità procreativa all'interno di un rapporto riconosciuto come una delle principali norme sessuali; talvolta esclusivamente e talvolta accanto a norme che prevedevano l'affettività tra persone dello stesso sesso, sia in una situazione di amicizia romantica sia più intima o finanche sessuale.
Certe confessioni religiose o sette interne alla religioni maggiori, in particolare quelle influenzate dalla tradizione delle religioni abramitiche, hanno censurato gli atti e i rapporti omosessuali in varie epoche, in alcuni casi comminando anche severe punizioni.
In molti paesi si è inoltre registrato un significativo aumento del sostegno ai diritti LGBT nel mondo, soprattutto nei tempi moderni, compreso il riconoscimento giuridico del matrimonio tra persone dello stesso sesso, l'attuazione di legislazioni contro la discriminazione e altri diritti. Fin dagli anni settanta gran parte del mondo ha sviluppato una sempre maggiore accettazione nei confronti delle relazioni tra persone dello stesso sesso.
La società comincia ad assolvere il fenomeno stesso dalla condanna infamante e dalla menzogna che pesava su tali manifestazioni, a guardarlo con maggior serenità e a spiegare umanamente la molteplicità dei suoi significati.
Un libro del 2017 della professoressa Amy Adamczyke pubblicato dalla University of California Press e basato su anni di ricerca utilizzando metodologie miste, dimostra che queste differenze transfrontaliere nell'accettazione possono essere spiegate tramite tre fattori: la forza delle istituzioni democratiche presenti ed affermate, il livello economico dello sviluppo nazionale ed infine il contesto religioso dei luoghi presi in esame.
L'indagine globale sugli atteggiamenti sociali nei confronti dell'omosessualità compiuta dal Pew Research Center nel 2013 ha rivelato esservi un'ampia accettazione dell'omosessualità nell'America del Nord, nell'Unione europea e in gran parte dell'America Latina, mentre un altrettanto diffuso rifiuto nelle nazioni con una forte prevalenza musulmana e in Africa, così come in alcune parti dell'Asia e in Russia. Il sondaggio rivela inoltre che:

## Difficoltà nell'interpretare l'omosessualità in culture diverse da quelle occidentali

Manifestazione omosessuale con partecipanti del Gay Liberation Front statunitense nel 1970 a Trafalgar Square.

Gli studiosi contemporanei assumono una posizione di cautela nei confronti dell'applicazione delle moderne pretese occidentali nei confronti dell'uguaglianza di genere e dell'orientamento sessuale ad altri tempi e luoghi; ciò che ad un osservatore occidentale può apparire come una somiglianza di amore omosessuale può non essere considerato come omosessuale a tutti quelli che risultano essere impegnati in un tale comportamento.
Ad esempio nelle culture "Bugis" di Sulawesi una donna che veste e lavora in una maniera maschile e che finisce con lo sposare un'altra donna è considerata appartenente ad un "terzo genere" o "sesso alternativo"; per i Bugis la loro relazione "NON" è omosessuale.
Nel caso dei "Sambia", pseudonimo indicante alcuni gruppi di ragazzi della Nuova Guinea, essi ingeriscono lo sperma dei maschi più anziani per aiutarli nella loro maturazione sessuale, e viene contestato il fatto che ciò possa essere meglio interpretato in quanto atto sessuale.
Negli ultimi decenni gli studiosi hanno sostenuto che le nozioni di un'identità eterosessuale o omosessuale (vedi binarismo di genere e ruolo di genere) fissa e distinguibile, così come viene attualmente riconosciuta nella civiltà occidentale, ha cominciato ad emergere nel continente europeo solo a partire dalla metà del XIX secolo.

Tutta una varietà di comportamenti, che ai giorni nostri sarebbero ampiamente considerati essere indice di omosessualità, almeno in occidente, godono invece di un certo grado di accettazione in circa 3/4 delle culture storicamente non occidentali esaminate in Patterns of Sexual Behavior (1951).

## Misurazione degli atteggiamenti sociali verso l'omosessualità
A partire dagli anni settanta gli accademici hanno cominciato a studiare gli atteggiamenti sociali tenuti dagli individui nei confronti delle lesbiche, degli uomini gay, dei bisessuali e dei fattori eminentemente socioculturali che stanno alla base di tali atteggiamenti.
Numerose ricerche hanno studiato la prevalenza dell'accettazione e della disapprovazione nei confronti dell'omosessualità ed hanno costantemente rinvenuto correlazioni con una serie di variabili che possono essere demografiche, psicologiche e sociali.
Ad esempio gli studi condotti prevalentemente negli Stati Uniti d'America hanno evidenziato che gli eterosessuali con atteggiamenti positivi verso l'omosessualità hanno più probabilità di essere donne, bianchi americani, giovani, non religiosi, con almeno un'istruzione superiore, politicamente vicini al Liberalismo negli Stati Uniti d'America o moderati e che mantengono stretti contatti personali con gli omosessuali che hanno fatto coming out.
Questi hanno anche maggiori probabilità di avere atteggiamenti positivi pure nei confronti di altri gruppi minoritari, oltre ad essere meno suscettibili di sostenere i ruoli di genere tradizionali. Diversi studi hanno anche suggerito che gli atteggiamenti delle donne eterosessuali nei confronti degli uomini gay sono del tutto similari a quelli verso le lesbiche, mentre alcuni altri (ma non tutti) hanno rilevato un atteggiamento maggiormente positivo nei confronti delle lesbiche da parte degli uomini eterosessuali.
Herek (1984) ha scoperto che le donne eterosessuali tendevano a mostrare atteggiamenti ugualmente positivi e negativi nei confronti degli uomini gay e delle lesbiche; gli uomini eterosessuali tuttavia tendevano a rispondere più negativamente nei confronti degli uomini gay piuttosto che delle lesbiche.
Gli esperti in psicologia sociale come Gregory M. Herek hanno esaminato le motivazioni che stanno alla base dell'omofobia (paura ed ostilità verso gli omosessuali) e i teorici culturali hanno notato come i ritratti fatti dell'omosessualità spesso si concentrano su fenomeni di stigmatizzazione come ad esempio l'AIDS, la pedofilia e la varianza di genere.
La misura in cui tali rappresentazioni costituiscono essere degli stereotipi LGBT viene contestata. I ricercatori contemporanei hanno misurato gli atteggiamenti tenuti dagli eterosessuali verso gli uomini gay e le lesbiche utilizzando diverse metodologie alternative.

Alcune popolazioni si trovano anche ad accettare l'omosessualità più di altre. Negli USA gli afroamericani sono generalmente meno tolleranti degli statunitensi bianchi o degli ispanici.
Tuttavia i sondaggi effettuati a seguito del sostegno pubblico espresso dall'allora presidenza di Barack Obama nei confronti delle relazioni matrimoniali omosessuali hanno rivelato un supporto da parte del 59% degli afroamericani, del 60% tra i latini e del 50% tra i bianchi americani.

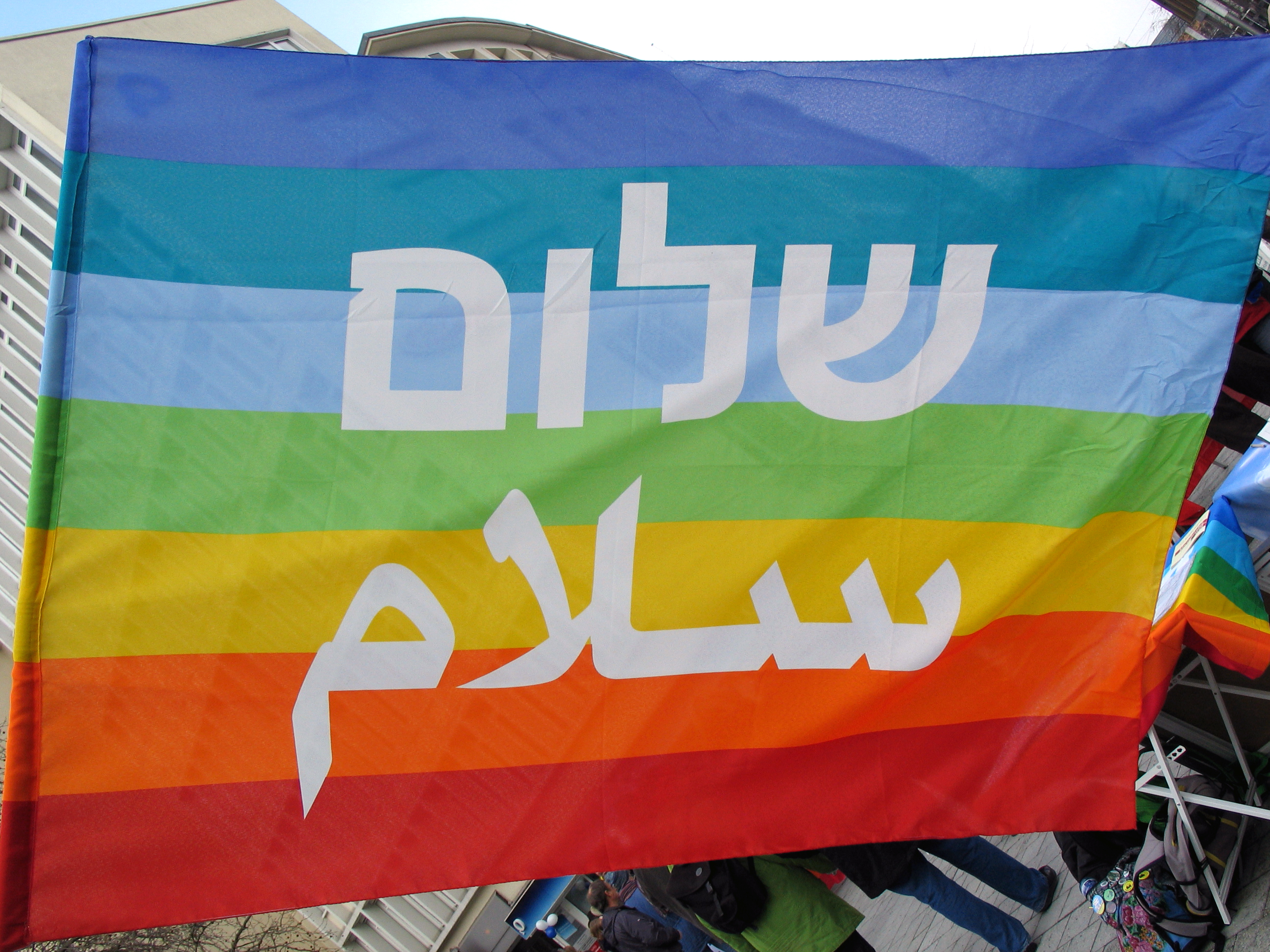
La bandiera arcobaleno con le scritte "Shalom" e "Salaam" (che significano "pace") rispettivamente in lingua ebraica e in lingua araba ad Hannover nel 2009.

Gli israeliani sono, tra le nazionalità presenti nel Medio Oriente, quelli più propensi ad accettare l'omosessualità e ciò viene riflesso sia nelle legislazioni sia nella stessa cultura di Israele.
Secondo un sondaggio condotto nel 2007 una forte maggioranza degli ebrei israeliani affermava di accettare di avere un figlio gay e che un tale fatto non condizionava in alcun modo la vita quotidiana.
Un sondaggio d'opinione svolto da Haaretz nel 2013 ha rivelato che la maggior parte dei cittadini arabi di Israele e dei Charedì vedeva l'omosessualità in una maniera negativa, mentre la maggioranza dell'ebraismo conservatore, dell'ebraismo ricostruzionista, del rinnovamento giudaico e dell'ebraismo laico umanista supportano e sostengono gli uguali diritti per le coppie omosessuali.

Una ricerca molto minore è stata condotta sugli atteggiamenti sociali nei confronti della bisessualità. Gli studi esistenti suggeriscono che l'atteggiamento degli eterosessuali verso i bisessuali rispecchia il loro atteggiamento verso gli omosessuali e che i bisessuali sperimentano un uguale grado di ostilità, di discriminazione e di violenza connesse con il loro orientamento sessuale, praticamente nella stessa misura degli omosessuali.
Una ricerca, condotta principalmente negli USA, mostra che le persone con maggiori attitudini permissive nei riguardi dell'orientamento sessuale tendono ad essere giovani, ben istruite e politicamente liberali. Gli atteggiamenti tolleranti verso l'omosessualità e la bisessualità sono aumentati costantemente nel corso del tempo. Nel 2011 "Public Policy Polling" (PPP) del Partito Democratico ha rilevato che il 48% degli elettori nello Stato del Delaware ha sostenuto la legalizzazione del matrimonio tra persone dello stesso sesso, mentre il 47% si sono opposti e il 5% è rimasto indeciso.
Il 6 marzo del 2011 il sondaggio di "Lake Research Partners" ha dimostrato che il 62% dei cittadini del Delaeare preferisce permettere alle coppie dello stesso sesso di formare un'unione civile, mentre il 31% si è opposto e il 7% non era sicuro.

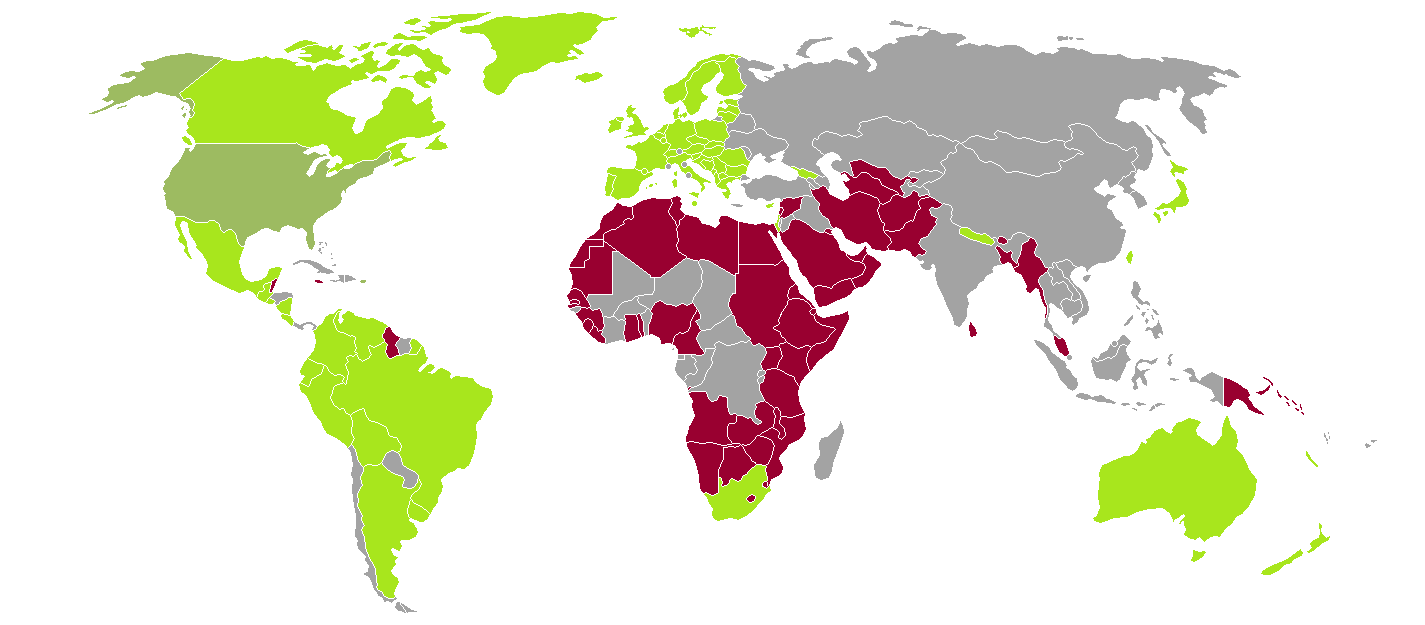
Legislazioni contro la discriminazione nei confronti dell'orientamento sessuale.
Leggi anti-discriminazione vigenti
Leggi variabili per Stato federato
Omosessualita illegale
Nessun dato/Situazione ambigua

     Leggi anti-discriminazione vigenti
     Leggi variabili per Stato federato
     Omosessualita illegale
     Nessun dato/Situazione ambigua

### Riepilogo

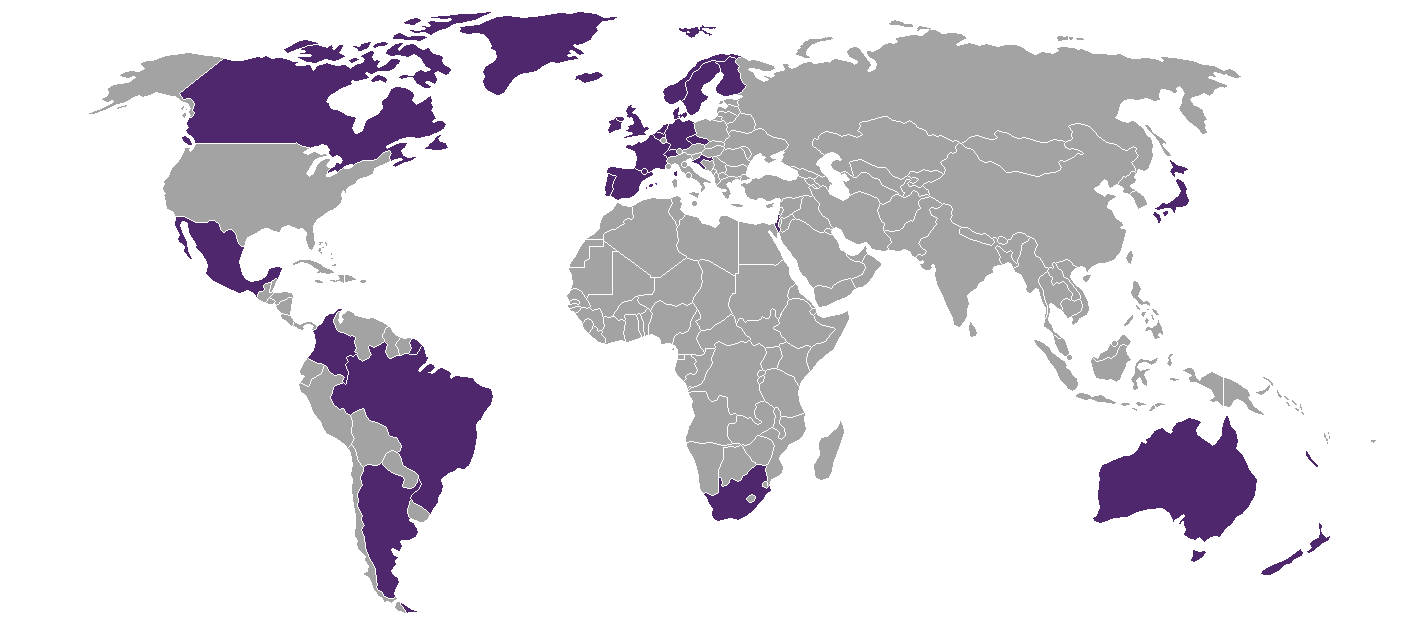
Legislazioni contro la discriminazione LGBT nel settore dell'immigrazione.
Riconoscimento delle coppie omosessuali
Nessun dato/Situazione ambigua

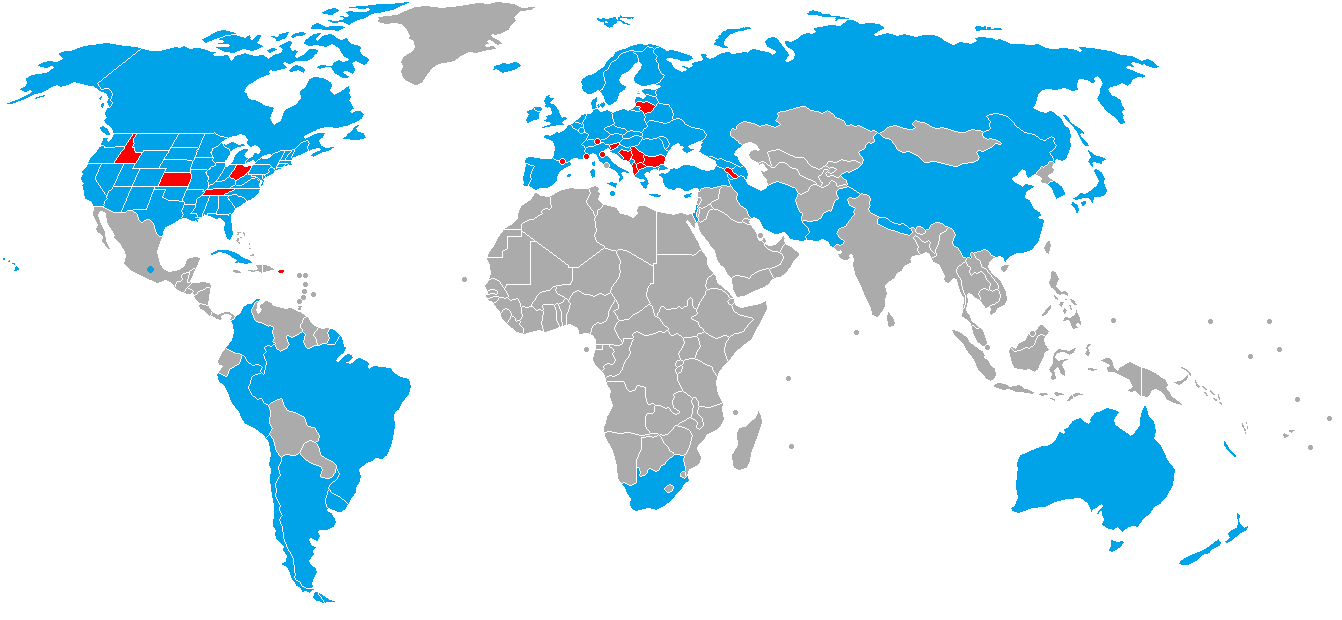
Legislazioni concernenti il cambio dell'espressione e dell'identità di genere
Cambio di identità legale
Cambio di identità illegale
Sconosciuto/ambiguo

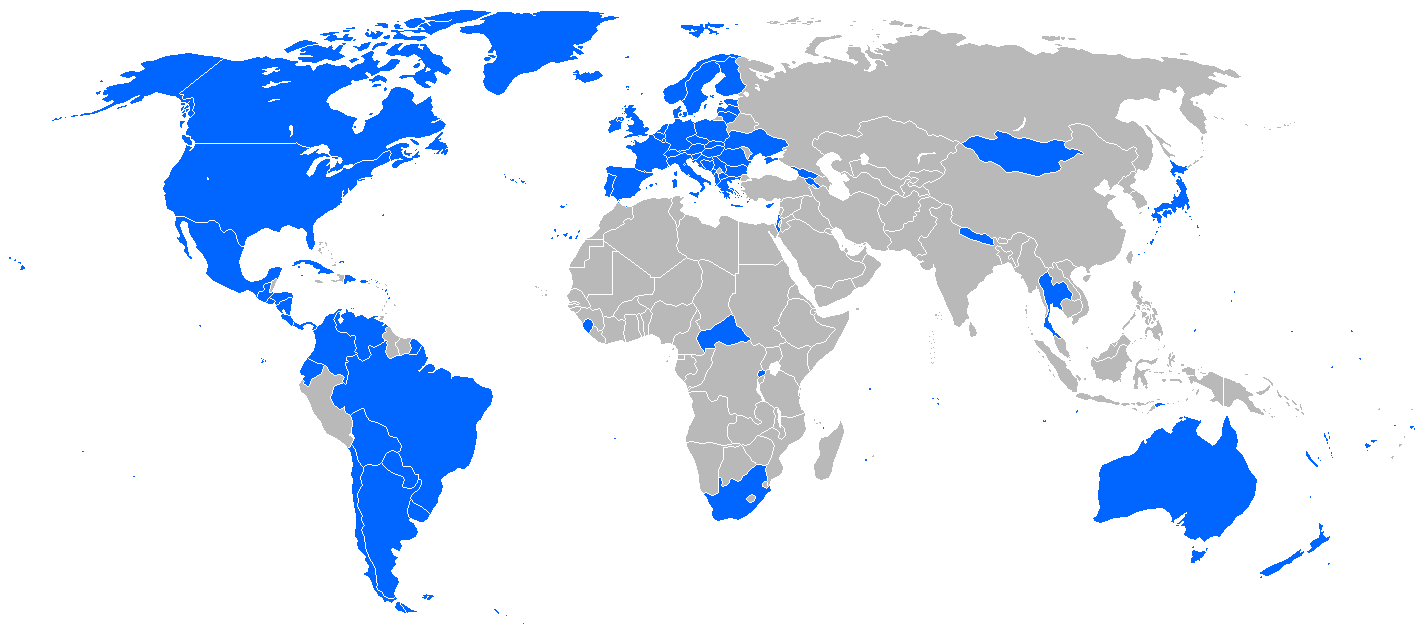
Sostenitori della dichiarazione congiunta del Consiglio per i diritti umani delle Nazioni Unite sulla fine degli atti di violenza e delle relative violazioni dei diritti umani basate sull'orientamento sessuale e l'identità di genere. La mappa mostra gli 85 sostenitori a partire dal 23 marzo del 2011.

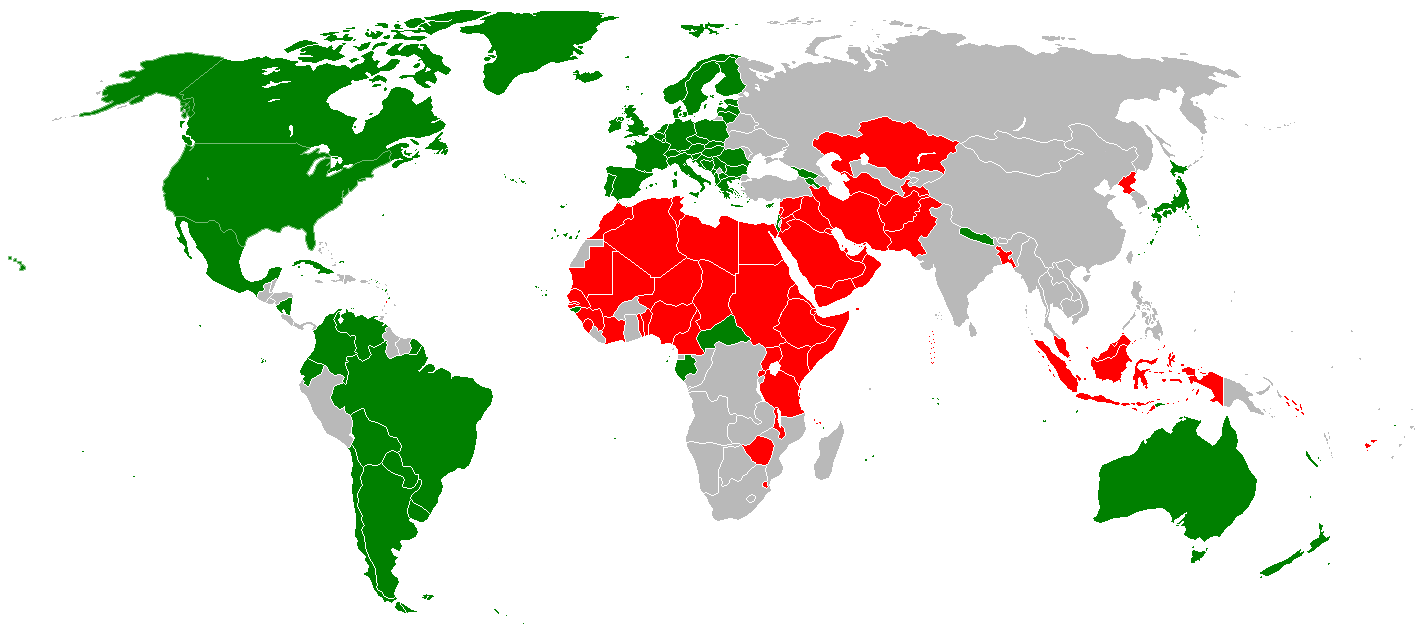
Sostenitori della dichiarazione dell'Organizzazione delle Nazioni Unite sull'orientamento sessuale e l'identità di genere promossa dall'International Lesbian and Gay Association. Questa è un'istantanea a partire da marzo del 2009
Sostenitori
Contrari

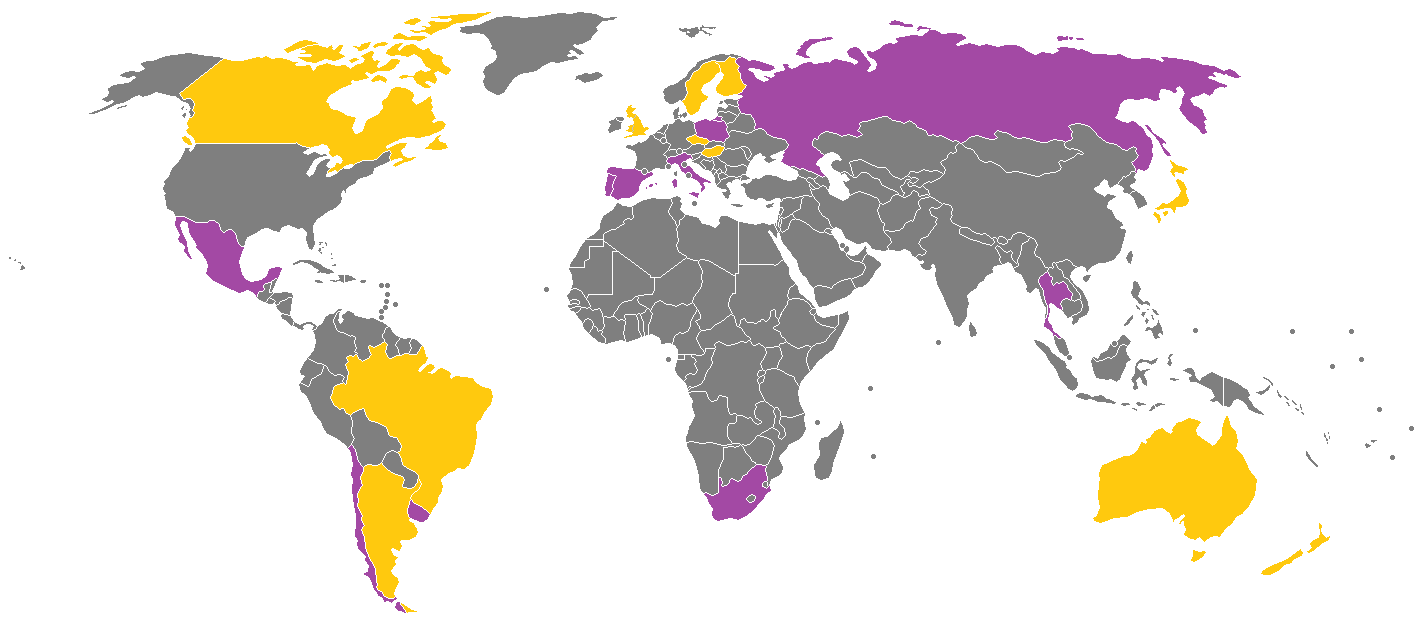
Permesso di donazione del sangue da parte delle persone LGBT
Autorizzazione, ma solo dopo un periodo più o meno lungo di attesa
Autorizzazione senza alcuna particolare restrizione

Accesso al servizio militare per le persone dichiaratamente gay e lesbiche
Nessun esercito
Interdizione
Autorizzazione ma soggetta ad atti discriminatori o a pressioni
Autorizzazione

Leggi sulla sodomia negli Stati Uniti d'America
Abrogate prima del 1970
Abrogate tra il 1970 e il 1979
Abrogate tra il 1980 e il 1989
Abrogate tra il 1990 e il 1999
Abrogate tra il 2000 e il 2002
Abrogate a seguito della sentenza della Corte suprema degli Stati Uniti d'America sul caso Lawrence contro Texas (2003)

Riconoscimento delle coppie omosessuali
     Nessun dato/Situazione ambigua
     Cambio di identità legale
     Cambio di identità illegale
     Sconosciuto/ambiguo
     Sostenitori  ILGA.
     Contrari  ILGA.
     Autorizzazione, ma solo dopo un periodo più o meno lungo di attesa
     Autorizzazione senza alcuna particolare restrizione
     Nessun esercito
     Interdizione
     Autorizzazione ma soggetta ad atti discriminatori o a pressioni
     Autorizzazione
| Essere LGBTI dovrebbe costituire un crimine | % favorevoli | % contrari |
| ------------------------------------------- | ------------ | ---------- |
| Algeria                                     | 43           | 35         |
| Egitto                                      | 44           | 35         |
| Ghana                                       | 54           | 25         |
| Kenya                                       | 46           | 37         |
| Marocco                                     | 39           | 39         |
| Nigeria                                     | 59           | 23         |
| Sudafrica                                   | 22           | 61         |
| Uganda                                      | 53           | 31         |
| Zimbabwe                                    | 44           | 33         |
| Malaysia                                    | 35           | 40         |
| Kazakistan                                  | 41           | 45         |
| Giappone                                    | 12           | 61         |
| Giordania                                   | 47           | 31         |
| Iraq                                        | 43           | 35         |
| India                                       | 31           | 50         |
| Israele                                     | 24           | 59         |
| Emirati Arabi Uniti                         | 45           | 32         |
| Indonesia                                   | 38           | 37         |
| Vietnam                                     | 17           | 61         |
| Turchia                                     | 31           | 48         |
| Arabia Saudita                              | 49           | 32         |
| Pakistan                                    | 54           | 28         |
| Filippine                                   | 20           | 59         |
| Cina                                        | 20           | 59         |
| Messico                                     | 12           | 62         |
| Ecuador                                     | 14           | 59         |
| Rep. Dominicana                             | 18           | 56         |
| Costa Rica                                  | 12           | 64         |
| Colombia                                    | 13           | 60         |
| Cile                                        | 13           | 65         |
| Canada                                      | 13           | 69         |
| Brasile                                     | 11           | 68         |
| Argentina                                   | 13           | 67         |
| Venezuela                                   | 13           | 60         |
| Stati Uniti                                 | 13           | 65         |
| Perù                                        | 16           | 57         |
| Nicaragua                                   | 14           | 56         |
| Trinidad e Tobago                           | 20           | 52         |
| Giamaica                                    | 20           | 47         |
| Bolivia                                     | 18           | 54         |
| Ucraina                                     | 22           | 56         |
| Croazia                                     | 9            | 72         |
| Russia                                      | 28           | 55         |
| Serbia                                      | 19           | 58         |
| Portogallo                                  | 9            | 75         |
| Polonia                                     | 23           | 53         |
| Regno Unito                                 | 22           | 61         |
| Francia                                     | 17           | 58         |
| Spagna                                      | 13           | 72         |
| Paesi Bassi                                 | 15           | 76         |
| Italia                                      | 11           | 74         |
| Irlanda                                     | 12           | 73         |
| Australia                                   | 15           | 66         |
| Nuova Zelanda                               | 12           | 64         |

     Abrogate prima del 1970
     Abrogate tra il 1970 e il 1979
     Abrogate tra il 1980 e il 1989
     Abrogate tra il 1990 e il 1999
     Abrogate tra il 2000 e il 2002
     Abrogate a seguito della sentenza della Corte suprema degli Stati Uniti d'America sul caso Lawrence contro Texas (2003)

### "Global Attitudes Survey" sulle persone LGBTI (2016)
Nel 2016 l'International Lesbian and Gay Association (ILGA) ha pubblicato il suo "Global Attitudes Survey on LGBTI People". Il soggetto principale oggetto di studio è stato l'orientamento sessuale. Alcune delle domande e delle statistiche sulle risposte sono le seguenti:
1. tuo figlio ti ha mai detto di essersi innamorato di un altro bambino dello stesso sesso? Il 68% del mondo (78% in Africa, 77% in Asia, 64% nelle Americhe, 61% in Europa, 44% in Oceania) ha risposto che se ciò accadesse rimarrebbe molto o almeno un po' sconvolto[34].
2. i diritti umani dovrebbero essere applicati a tutti indipendentemente dall'orientamento sessuale e dall'identità di genere? Il 67% degli intervistati ha risposto globalmente di si (62% in Africa, 63% in Asia, 69% nelle Americhe, 71% in Europa e 73% in Oceania) Le risposte negative sono state il 59% in Africa, il 49% in Asia, il 40% nelle Americhe, il 37% in Europa e il 24% in Oceania[34].
3. sostieni l'uguaglianza matrimoniale per le coppie dello stesso sesso? Gli intervistati a livello mondiale erano per il 32% a favore, il 45% contrari e il 23% indecisi. Le risposte affermative erano per il 19% in Africa, per il 26% in Asia, per il 35% nelle Americhe, per il 41% in Europa e per il 56% in Oceania; le risposte negative sono state del 59% in Africa, del 49% in Asia, del 40% nelle Americhe, del 37% in Europa e del 24% in Oceania. Il resto è rimasto indeciso[34].
4. essere LGBT dovrebbe essere considerato un crimine? Gli intervistati in Africa per il 45% ha concordato (dovrebbe essere criminalizzato), mentre il 36% è contro la criminalizzazione e il 20% non è né d'accordo né contrario. In Asia il 34% concordava, il 45% era contro la criminalizzazione e il 21% non concordava né si opponeva. Nelle Americhe il 15% ha accettato la criminalizzazione, mentre il 60% non è d'accordo e il 25% non è stato né d'accordo né contrario. In Europa il 17% è d'accordo, il 65% non è d'accordo e il 18% non è stato né d'accordo né contrario. In Oceania il 14% è d'accordo, il 65% non è d'accordo e il 22% non ha accettato né si è opposto a considerare un reato l'essere LGBT[35].
5. come ti sentiresti se il tuo vicino di casa fosse gay o lesbica? A livello mondiale il 65% delle persone non proverebbe alcuna preoccupazione ad avere un vicino gay o lesbo. In Africa il 43% degli intervistati ha dichiarato di non avere preoccupazioni, il 18% avrebbe un po' di disagio e il 39% ha dichiarato che sarebbero molto a disagio. In Asia il 52% degli intervistati non aveva preoccupazioni, il 21% ha detto di sentirsi un po' a disagio e il 28% avrebbe provato molto disagio. Nelle Americhe l'81% degli intervistati non aveva preoccupazioni, l'11% avrebbe un po' di disagio e l'8% avrebbe molto fastidio. In Europa il 74% non ha espresso preoccupazioni nei confronti di un vicino LGB, il 14% invece un po' e il 12% si sentirebbero molto a disagio. In Oceania l'83% degli intervistati non ha espresso preoccupazioni, il 9% un po' e l'8% molto disagio[36].
6. l'amore omosessuale è un fenomeno specifico del mondo occidentale? In Africa il 47% ha convenuto (è un fenomeno del mondo occidentale), il 30% si è opposto e il 24% né l'uno né l'altro. In Asia il 42% ha concordato, il 34% era in disaccordo e il 25% era indeciso. Nelle Americhe solo il 21% è d'accordo, con il 38% che è in disaccordo e il 40% indeciso. In Europa il 24% è d'accordo, con il 44% che è invece in disaccordo e il 32% indeciso. In Oceania il 20% ha concordato, con il 40% che era in disaccordo e il 40% indeciso[37].

Il rapporto completo può essere letto in  The ILGA-RIWI 2016 Global Attitudes Survey on LGBTI People in Partnership With Logo (2016). (PDF)..

Legislazioni a livello mondiale sulle relazioni omosessuali e sulla libertà di parola e di associazione.
Atti omosessuali legali
Matrimonio tra persone dello stesso sesso
Unione civile o convivenza registrate)
Riconoscimento dei matrimoni omosessuali celebrati all'estero
Riconoscimento dei matrimoni omosessuali negli altri stati, ma limitato
Nessun riconoscimento per le coppie dello stesso sesso
Pratiche omosessuali illegali o altre restrizioni
La legge limita la libertà di espressione e associazione
Punizione minima
Carcerazione
Condanna all'ergastolo
Pena di morte

     Matrimonio tra persone dello stesso sesso
     Unione civile o convivenza registrate)
     Riconoscimento dei matrimoni omosessuali celebrati all'estero
     Riconoscimento dei matrimoni omosessuali negli altri stati, ma limitato
     Nessun riconoscimento per le coppie dello stesso sesso
     La legge limita la libertà di espressione e associazione
     Punizione minima
     Carcerazione
     Condanna all'ergastolo
     Pena di morte

## Legislazione
Lo status giuridico dell'omosessualità varia notevolmente in tutto il mondo. È noto che gli atti omosessuali tra adulti consenzienti sono illegali in circa 70 su 195 nazioni.
La sessualità gay può essere in parte illegale, soprattutto in quei paesi ove sono ancora vigenti le leggi sulla sodomia, l'età del consenso spesso differisce da paese a paese. In alcuni casi gli omosessuali vengono perseguitati sotto la formula vaga di "offesa alla pubblica decenza" o "atti contro la morale" in quei paesi ove vigono legislazioni di tipo religioso. Alcuni paesi hanno leggi speciali che impediscono alcune espressioni di affettività omosessualità in pubblico.
Le nazioni o le suddivisioni amministrative possono disporre di una legislazione anti-discriminazione per proteggere contro la discriminazione basata sull'orientamento sessuale nei luoghi di lavoro, nel campo degli alloggi, nei servizi sanitari e nell'istruzione pubblica. Alcuni paesi infine concedono esenzioni, consentendo ai datori di lavoro di discriminare se appartengono ad un'organizzazione religiosa o se il lavoratore opera a stretto contatto con i bambini.
Il riconoscimento giuridico dei rapporti tra persone dello stesso sesso varia anch'esso notevolmente. I privilegi legali relativi ai rapporti eterosessuali che possono essere estesi anche alle coppie dello stesso sesso includono:
- l'omogenitorialità;
- l'adozione del figlio del partner e l'adozione da parte di coppie dello stesso sesso;
- l'accesso alle tecnologie riproduttive (FIVET o surrogazione di maternità);
- il settore dell'immigrazione;
- i benefici per i coniugi come ad esempio la pensione di reversibilità, i fondi sanitari e altri servizi;
- il congedo per motivi familiari;
- i diritti medici, tra cui la visita ospedaliera, la notifica e il mandato;
- l'eredità quando un partner muore senza lasciare una precisa volontà scritta ed infine le prestazioni sociali e fiscali. Le coppie dello stesso sesso senza alcun riconoscimento giuridico potrebbero anche non avere la possibilità di accesso ai servizi contro la violenza domestica, nonché alla mediazione e all'arbitrato in materia di custodia dei figli e di proprietà quando le relazioni terminano.

Alcune regioni hanno infine leggi che escludono specificamente le coppie dello stesso sesso da particolari diritti, ad esempio quello all'adozione.

Nell'anno 2025 la Corte Costituzionale italiana ha aperto la possibilità ai single di adottare un minore straniero.
Nel 2001 i Paesi Bassi sono diventati il primo paese al mondo a riconoscere il matrimonio tra persone dello stesso sesso. Da allora in poi i matrimoni omosessuali sono stati successivamente riconosciuti in Belgio (2003), Spagna e Canada (2005), Sudafrica (2006), Norvegia e Svezia (2009), Portogallo, Islanda e Argentina (2010), Danimarca (2012, Uruguay, Brasile, Francia e Nuova Zelanda (2013), Lussemburgo, Irlanda, Slovenia più tutte le giurisdizioni degli Stati federati degli Stati Uniti d'America (2015). In Finlandia e in Germania il matrimonio omosessuale diventerà effettivo nel corso del 2017.
     Nessun divieto specifico contro il matrimonio o l'unione civile per le coppie omosessuali
     La costituzione vieta il matrimonio omosessuale
     La costituzione stabilisce la legge o la moralità islamica

Legislazioni che proibiscono il matrimonio omosessuale.
Nessun divieto specifico contro il matrimonio o l'unione civile per le coppie omosessuali
La costituzione vieta il matrimonio omosessuale
La costituzione stabilisce la legge o la moralità islamica

Il matrimonio omosessuale viene inoltre riconosciuto anche in due degli Stati federati del Messico, ossia a Quintana Roo e in Coahuila, oltre che nel distretto federale di Città del Messico. Inghilterra, Galles e Scozia, paesi costitutivi del Regno Unito, hanno anch'essi legalizzato il matrimonio omosessuale, con l'eccezione dell'Irlanda del Nord. Un altro riconoscimento giuridico dei rapporti tra persone dello stesso sesso (il quale offre meno benefici rispetto al matrimonio) include l'unione civile e la convivenza.

### Applicazione della legge islamica
Dall'altra estremità dello spettro, diversi paesi impongono la pena di morte per gli atti omosessuali, secondo l'applicazione di alcune interpretazioni della Sharia. A partire dal 2015 questi includono l'Afghanistan, il Brunei, la Mauritania, il Sudan, l'Iran, il Qatar, l'Arabia Saudita, gli Emirati Arabi Uniti, lo Yemen e la Nigeria settentrionale musulmana.
In Arabia Saudita la punizione massima per l'omosessualità rimane l'esecuzione pubblica. Tuttavia, il governo usa anche altre punizioni - ad esempio multe, incarcerazione e fustigazione pubblica - come alternative, a meno che non ritenga che gli omosessuali stiano sfidando l'autorità statale impegnandosi nel movimento LGBT o in altri raggruppamenti volti alla socializzazione.

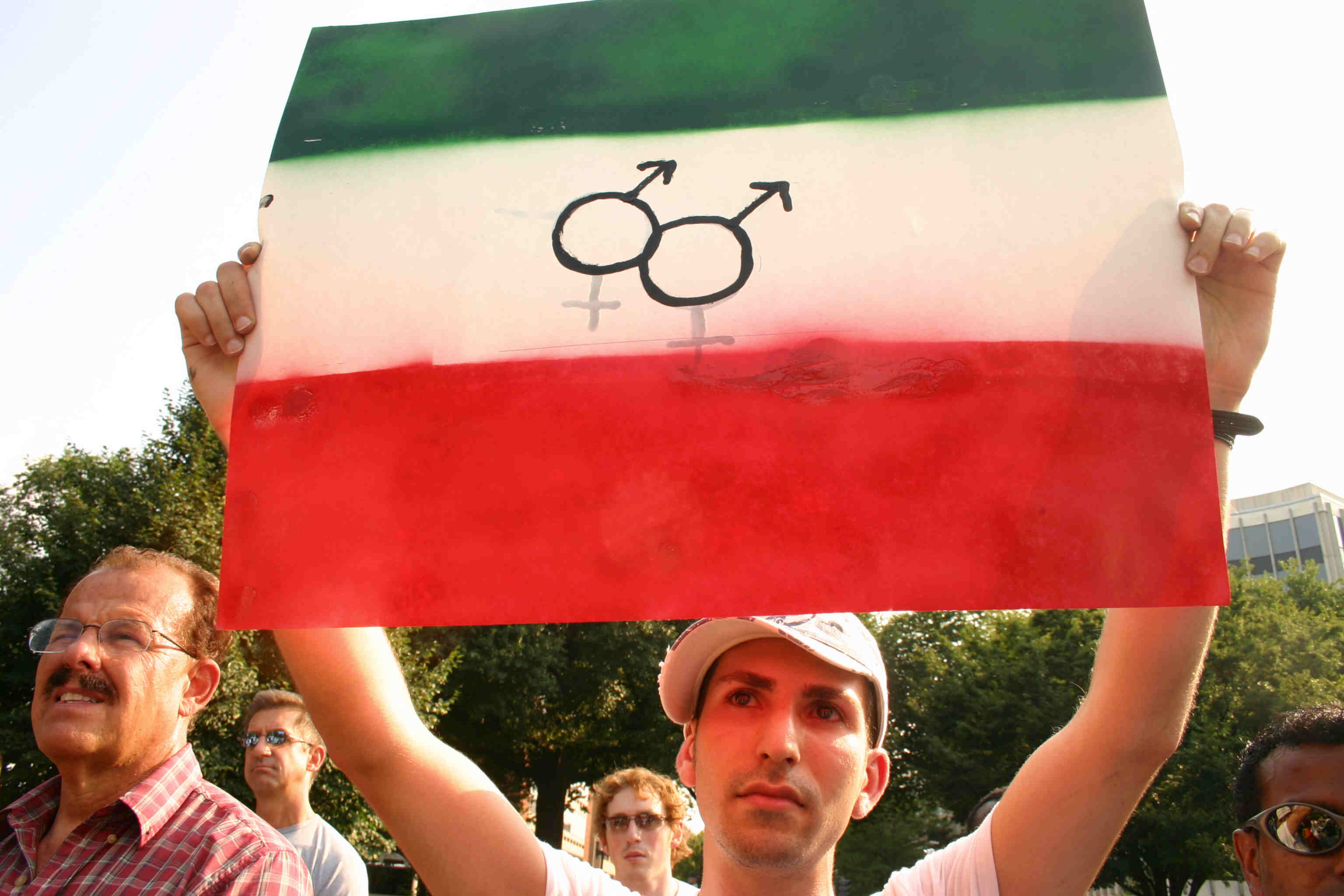
Manifestante gay iraniano che protesta contro la politica omofobica attuata dall'Iran (Washington, 2006).

L'Iran è forse la nazione al mondo che esegue il maggior numero di condanne contro i suoi cittadini per omosessualità. A partire dalla rivoluzione iraniana del 1979 il governo ha condannato più di 4.000 persone imputate per aver commesso "azioni omosessuali".
La maggior parte delle organizzazioni internazionali per i diritti umani, come Human Rights Watch e Amnesty International, condannano le leggi che rendono le relazioni omosessuali tra adulti consenzienti un crimine. A partire dal 1994 il comitato dell'Organizzazione delle Nazioni Unite per i diritti umani ha anche stabilito che tali leggi violano il diritto alla privacy garantito nella Dichiarazione universale dei diritti dell'uomo e nella Convenzione Internazionale sui Diritti Civili e Politici.
Tra le nazioni con una netta maggioranza di abitanti musulmani molte, anche quelle con una costituzione secolare, continuano a bandire l'omosessualità, anche se solo in minoranza (Iran, Yemen, e Afghanistan) questa è punibile con la morte. Tra i paesi in cui l'omosessualità è illegale, solo il Libano ha un forte fronte interno che tenta di favorirne la legalizzazione. I paesi musulmani in cui l'omosessualità non viene criminalizzata includono l'Indonesia, la più grande nazione musulmana al mondo per popolazione, la Turchia, l'Iraq, la Giordania, il Bahrein, il Kazakistan, Kirghizistan, il Tagikistan, il Kosovo e infine l'Albania.

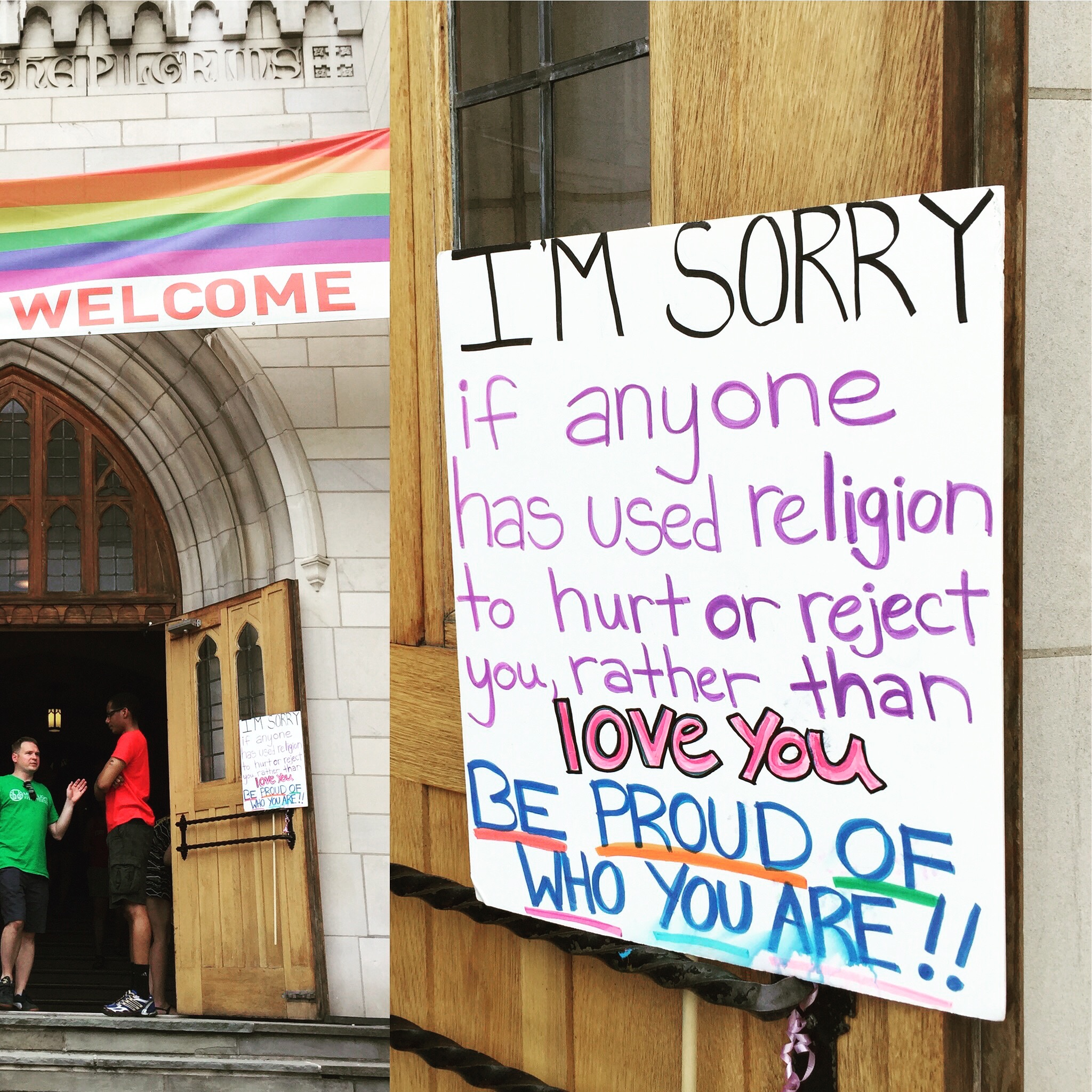
"Mi dispiace se qualcuno abbia usato la religione per farti del male e rifiutarti, piuttosto che amarti ed essere orgoglioso per quello che sei". Cartello gay-friendly posto davanti ad una Chiesa episcopale degli Stati Uniti d'America (Washington, 2015).

## Religioni
Come accade per gli atteggiamenti sociali in generale, anche gli atteggiamenti religiosi verso l'omosessualità variano tra le religioni e, all'interno di esse, tra i loro maggiori gruppi di aderenti. Gli esponenti del tradizionalismo presenti tra le principali religioni del mondo generalmente non approvano l'omosessualità e gli oppositori dell'accettazione sociale dell'omosessualità spesso citano argomenti religiosi per sostenere le loro opinioni. Le correnti liberali esistono anch'esse nella maggior parte delle religioni, e moderni studiosi in storia delle religioni lesbiche e gay indicano come talvolta sia riservato un posto per l'omosessualità tra le tradizioni e le scritture storiche e concludono con il sottolineare gli insegnamenti religiosi volti alla compassione e all'amore.

Le religioni abramitiche come l'ebraismo, l'islam e le varie confessioni cristiane, tradizionalmente vietano i rapporti sessuali tra le persone dello stesso sesso e insegnano che tale comportamento è peccaminoso. Le autorità religiose indicano veri passaggi del Corano, dell'Antico Testamento e del Nuovo Testamento per dare una giustificazione scritturale - considerata valida - di queste credenze.

All'interno del protestantesimo varie Chiese nazionali hanno aperto alla possibilità di concedere l'ordine sacro anche alle persone LGBT.

Tra le religioni indiane (conosciute anche come "religioni del Dharma") rappresentate dall'Induismo, dal Buddhismo, dal Giainismo e dal Sikhismo, gli insegnamenti relativi all'omosessualità sono meno chiari; a differenza delle religioni occidentali, l'omosessualità viene raramente discussa all'interno di queste tradizioni. Tuttavia, la maggior parte delle autorità religiose contemporanee delle varie tradizioni dharmiche osservano in una maniera negativa l'omosessualità e, quando essa viene discussa, viene scoraggiata o attivamente vietata.
I testi religiosi antichi come i Veda si riferiscono spesso a persone di un "terzo genere", che non sono cioè né femmine né maschi. Alcuni vedono questo terzo genere come un antico parallelo alle moderne identità lesbiche, gay, bisessuali, transgender (LGBT) e intersessuali occidentali. Tuttavia, questo terzo sesso viene anche solitamente valutato in maniera negativa come appartenente ad una classe paria; ciò nella maggioranza dei testi più antichi.

I testi indù, almeno dal I secolo in avanti, classificano il sesso non vaginale ("ayoni", vedi sesso non penetrativo) come essenzialmente impuro. Le relazioni affettive omosessuali e le trasformazioni di genere sono però assai comuni tra le maggiori divinità induiste.

Tra le religioni siniche dell'Asia orientale, compreso il confucianesimo, la religione popolare cinese e il taoismo, l'espressione omosessuale più appassionata è scoraggiata nella generalità dei casi in quanto non si crede che essa possa essere capace di condurre alla perfetta realizzazione umana.

Una mitologia dell'amore omosessuale può essere rinvenuta praticamente in tutte le tradizioni culturali e le società del mondo.

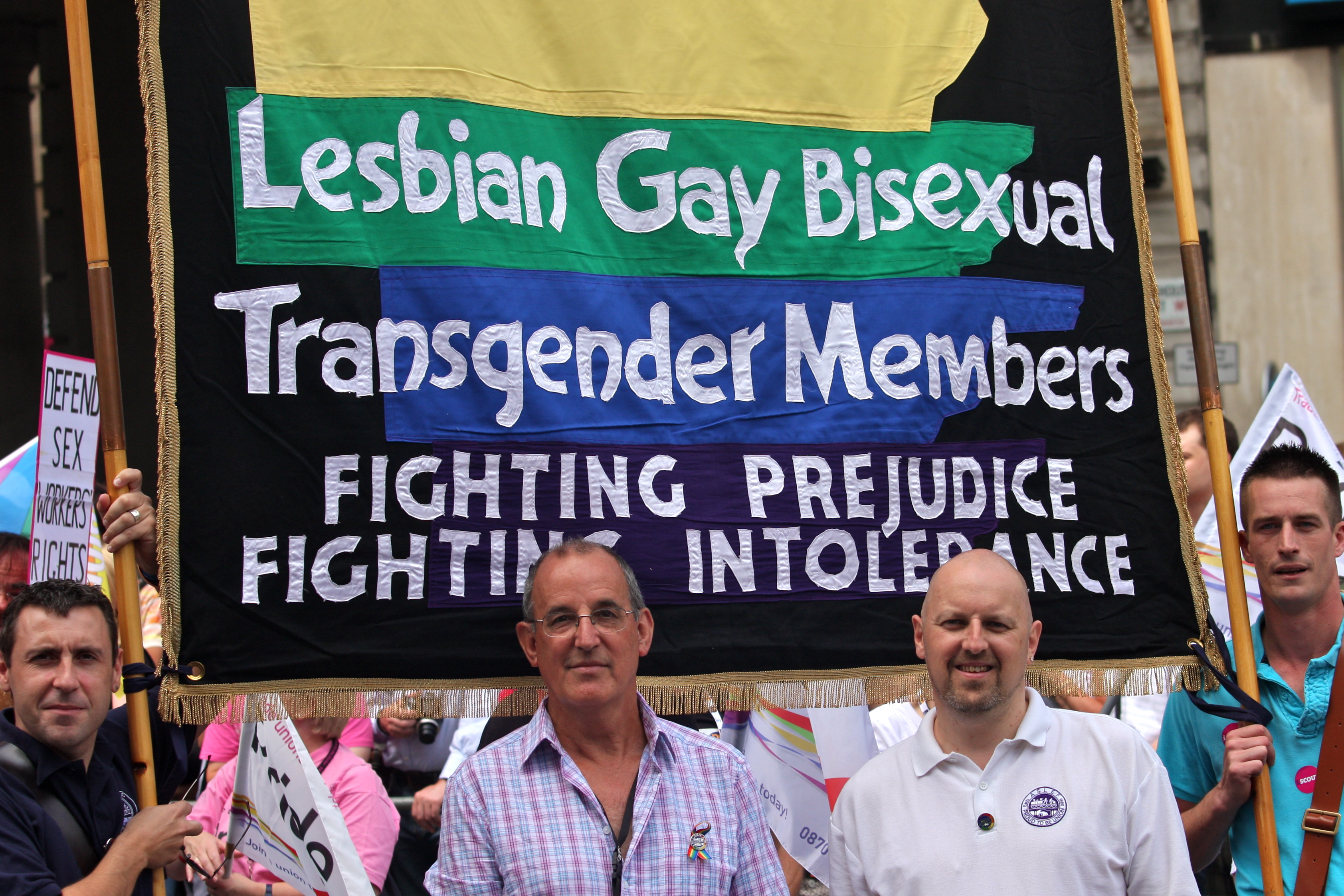
"Lesbiche, Gay, Bisessuali e Transgender (LGBT) in lotta contro il pregiudizio e l'intolleranza" al gay pride del 2009 a Londra.

## Atteggiamenti corporativi
Nella civiltà occidentale, in particolare negli Stati Uniti d'America e nel Regno Unito, il corporativismo delle parate di orgoglio LGBT o gay pride è stata da alcuni anche aspramente criticato.
In certi paesi rifacentesi all'ideologia del capitalismo le grandi imprese del settore privato spesso guidano la strada verso la parità di trattamento degli uomini gay e delle lesbiche. Ad esempio, più della metà delle corporazioni inserite in Fortune 500 offrono vantaggi di partenariato domestico (convivenza e 49 delle sue aziende includono l'orientamento sessuale nelle loro politiche di non discriminazione (solo ExxonMobil non lo fa).
Allo stesso tempo però gli studi dimostrano che molte imprese private sono inserite nella lista nera delle società che attuano una significativa discriminazione in materia occupazionale proprio sulla base dell'orientamento sessuale. In un solo studio, per esempio, sono stati inviati due curriculum vitae fittizi ma realistici a circa 1.700 aziende d'impiego privato. I due curricula erano molto simili in termini di qualifiche del candidato, ma uno di essi ha menzionato il fatto che fosse stato con continuità parte di un'organizzazione gay all'università. I risultati hanno mostrato che i candidati senza il "segnale gay" hanno avuto una probabilità dell'11,5% di essere chiamati per un colloquio; mentre i candidati apertamente gay hanno avuto solo una probabilità del 7,2%.
Il gap variava ampiamente in base alla posizione lavorativa dell'assunto. La maggior parte del gap globale del campione rilevato nello studio è stato guidato dagli Stati del profondo Sud e degli Stati Uniti d'America medio-occidentali, Texas, Florida e Ohio in testa. Gli Stati Uniti d'America occidentali e gli Stati Uniti d'America nord-orientali del campione (California, Nevada, Pennsylvania e New York in testa) avevano solo minime discrepanze e lacune statistiche insignificanti.

## Atteggiamenti anti-omosessuali

Leggi contro l'omofobia nel continente europeo (maggio 2011).
La criminalità omofobica e transfobica e/o il linguaggio dell'odio vengono riconosciute nel diritto nazionale
Gli omicidi omofobici e/o il discorso dell'odio vengono riconosciuti nella legislazione nazionale
Non riconosciuti/Situazione ambigua

La criminalità omofobica e transfobica e/o il linguaggio dell'odio vengono riconosciute nel diritto nazionale
     Gli omicidi omofobici e/o il discorso dell'odio vengono riconosciuti nella legislazione nazionale
     Non riconosciuti/Situazione ambigua

### Conservatorismo
Quello di conservatorismo è un termine ampiamente utilizzato per indicare le persone che sono maggiormente inclini ai "valori tradizionali".
Mentre il conservatorismo comprende soggetti con molti punti di vista ed opinioni differenti esso ha una quota significativa di aderenti che considerano l'omosessualità, in particolar modo gli sforzi condotti dall'attivismo LGBT+ affinché vengano riconosciuti i diritti delle persone LGBT+, una minaccia per le tradizioni, le istituzioni e la società tutta. Tali atteggiamenti sono nella generalità dei casi legati all'opposizione verso quella che alcuni conservatori definiscono "agenda gay".
La constatazione che l'atteggiamento nei confronti delle sessualità alternative si rapporta fortemente con la natura delle conoscenze e con le convinzioni personali esso viene riportato in una serie di ricerche lungo un periodo notevole di tempo; qui gli uomini e le donne conservatori si distinguono in maniera specifica. Così Herek, che ha stabilito gli atteggiamenti rivolti verso le lesbiche e la "Gay Men Scale" afferma che "le sue sottoscale sono costantemente correlate con altri costrutti teorici rilevanti. I punteggi più elevati (atteggiamenti più negativi) si correlano significativamente con l'alta religiosità, la mancanza di contatto con gli uomini gay e le lesbiche, l'adesione agli atteggiamenti tradizionali del ruolo di genere e il sessismo, la credenza in un'ideologia tradizionale di famiglia e per finire livelli elevati di dogmatismo".
Mentre, al contrario, "il predittore più forte degli atteggiamenti positivi verso gli omosessuali è che l'intervistato conosceva un uomo gay o lesbica, con la diretta correlazione detenuta da ogni sottogruppo demografico rappresentato nel sondaggio: per sesso, livello di istruzione, età, persuasione politica".
Un esempio di opinioni conservatrici può essere trovato anche nella discussione di ciò che i conservatori chiamano "reclutamento omosessuale", all'interno di un documento rilasciato dall'organizzazione cristiana conservatrice "Alliance Defending Freedom": "il movimento attivista omosessuale sta guidando un'agenda che limita gravemente la capacità di vivere e praticare i Vangeli, sia nei consigli religiosi, nelle aule scolastiche, nelle sale del governo, nelle organizzazioni private e finanche nei luoghi di culto. Nel loro implacabile tentativo di ottenere diritti speciali, che nessun altro gruppo di interesse speciale possiede, sono in fase di ridefinizione dei concetti stessi di famiglia, richiedendo non solo la tolleranza... ma anche l'accettazione e alla fine cercando di emarginare, censurare e punire quegli individui che stanno di traverso ai loro obiettivi multipli".
     Adozione legale
     Adozione del figlio del partner legale
     Nessuna legislazione al riguardo

Stato legale dell'adozione da parte di coppie dello stesso sesso nel mondo
Adozione legale
Adozione del figlio del partner legale
Nessuna legislazione al riguardo

Come bene illustra questa affermazione coloro che credono che un atteggiamento di disapprovazione verso l'omosessualità sia un principio fondante della loro religione possono interpretare gli sforzi compiuti per abolire tali atteggiamenti come un attacco alla loro libertà di religione. Coloro che considerano l'omosessualità come un peccato o una perversione possono credere che l'accettazione dell'omogenitorialità e del matrimonio tra persone dello stesso sesso ridefinirà e diminuirà le istituzioni della famiglia e del matrimonio tradizionali.
Più in generale i conservatori, per loro stessa definizione, preferiscono che le istituzioni, le tradizioni e i valori rimangano invariati, e questo ha messo molti di loro in opposizione agli sforzi volti ad accrescere l'accettazione culturale e i diritti legali degli omosessuali.

### Psicologia e tentativi di modifica dell'orientamento sessuale
Nel 1973 l'American Psychiatric Association (APA) ha rimosso l'omosessualità dal Manuale diagnostico e statistico dei disturbi mentali; la versione attuale contiene una diagnosi di "persistente e marcata angoscia causata dall'orientamento sessuale". La decisione è stata sostenuta d una maggioranza dei delegati; sebbene alcuni la criticassero come una decisione eminentemente politica, l'impulso sociale e politico per il cambiamento è stato sostenuto da prove scientifiche.
La ricerca affettuata da Evelyn Hooker e da altri psicologi e psichiatri ha contribuito con decisione a porre termine a quella nozione che voleva l'omosessualità essere in sé un disturbo mentale. L'organizzazione mondiale della sanità attualmente indica "l'orientamento sessuale egodistonico" nella sua Classificazione ICD.
Molti gruppi religiosi e suoi sostenitori come la "National Association for Research & Therapy of Homosexuality" (NARTH) credono di poter "guarire" o "curare" l'omosessualità attraverso la cosiddetta "terapia di conversione" o altri metodi col fine specifico di cambiare l'orientamento sessuale. In sondaggio condotto su 882 persone che erano in terapia e che frequentavano gruppi di "ex-gay" il 22,9% ha riferito di non aver subito alcuna modifica, il 42,7% di aver riportato parziali modifiche ed infine il 34.3% di aver avuto un cambiamento nell'orientamento.
Molte organizzazioni professionali per la salute pubblica e la salute mentale occidentali ritengono che l'orientamento si sviluppi nel corso della vita personale, ma che questa terapia non è necessaria e che anzi è potenzialmente dannosa; inoltre la sua effettiva efficacia non è mai stata rigorosamente dimostrata in maniera scientifica.
È stata prestata molta attenzione al dissenso nei confronti di tale parere da parte di Robert Spitzer, ma egli ha in seguito ammesso che la propria ricerca fosse erronea e si è scusato per i danni che avrebbe potuto causare. Un altro studio che rifiuta le rivendicazioni dei sostenitori della terapia è stato compiuto nel 2001 da Ariel Shidlo e Michael Schroeder, che ha dimostrato che appena il 3% dei partecipanti ha affermato di aver completamente cambiato il proprio orientamento da gay a etero.
In molti paesi post-coloniali non occidentali l'orientamento omosessuale viene ancora considerato un disturbo mentale e una malattia. Nelle regioni a maggioranza musulmana questa posizione è attribuita alla precedente adozione di atteggiamenti vittoriani di origine europea da parte dell'Élite occidentale nel corso dell'epoca coloniale, finendo con l'imporsi all'interno di settori in cui le tradizioni abbracciavano invece le relazioni basate sulla pederastia.

### Stereotipi
Gli uomini gay sono spesso visti o ritratti come effeminati, soprattutto per il loro essere eventualmente interessati alla moda femminile, come ad esempio il design della moda o il lavoro di parrucchiere, oltre che per avere tutta una cerchia di amicizie composte in prevalenza da donne eterosessuali (le cosiddette Fag hag).
Le lesbiche sono solitamente visualizzate o ritratte come esibenti forti tratti maschili ("butch"), tra cui l'avere preferenze per il taglio di capelli corti (alla flapper), i tatuaggi e l'abbigliamento maschile.
Gli uomini e le donne bisessuali sono spesso considerati sessualmente immorali (promiscuità, manipolatori, insinceri o indecisi. I bisessuali maschi sono particolarmente stereotipati per il loro "vivere sotto la cintura", mentre le donne bisessuali possono essere ritratte come delle ricercatrici di attenzione ("lesbo-chic") e per avere delle cattive esperienze sessuali con gli uomini.

### Accuse di provocare epidemie e altri disastri
Nella mitologia ebraica e nella mitologia cristiana inerente alla Bibbia - specificatamente tramite la distruzione di Sodoma e di Gomorra - ai "sodomiti" è stata spesso attribuita la colpa del tentativo di stupro omosessuale, ma questo fatto rimane un'interpretazione controversa la quale si differenzia anche significativamente dalle credenze precedenti.
La fede ebraica arcaica (ed anche alcuni ebrei dei giorni nostri) attribuivano variamente la distruzione delle due "città maledette" alla colpa di essersi rese cieche di fronte all'ingiustizia sociale o in alternativa per la mancanza di ospitalità.
A partire dal Medioevo i sodomiti sono stati accusati di "provocare l'ira di Dio" e di far sì che questa si abbattesse sull'intero pianeta, mentre i loro "godimenti" sono stati accusati di produrre le malattie ed epidemie periodiche che decimavano la popolazione. Questo "inquinamento morale" si pensò bene di sanarlo attraverso la morte sul rogo e come sua diretta conseguenza innumerevoli individui sono stati bruciati al palo o direttamente trapassati con sbarre di ferro incandescenti e finanche con l'impalamento.
Anche all'inizio degli anni ottanta del XX secolo sono state fatte accuse simili, ispirate dall'epidemia di HIV/AIDS, con tele-predicatori come Jerry Falwell della Southern Baptist Convention che incolpavano sia le vittime sia una presunta società troppo tollerante nei confronti dell'omosessualità. Nel corso degli anni però l'epidemia si è diffusa rapidamente ed attualmente miete molte più vittime tra gli eterosessuali che tra gli omosessuali.
Altri esempi contemporanei statunitensi includono il solito Jerry Falwell il quale ha fatto osservazioni interpretate come colpevolizzatrici nei confronti di tutti gli esponenti del "neopaganesimo", ovvero i sostenitori dell'aborto, del femminismo ed in particolar modo i gay e le lesbiche i quali starebbero attivamente cercando di creare uno "stile di vita alternativo e tutti questi, assieme all'American Civil Liberties Union (ACLU) e a "People for the American Way", sarebbero stati gli unici colpevoli degli Attentati dell'11 settembre 2001: più tardi l'esponente del conservatorismo negli Stati Uniti d'America si è scusato per le sue osservazioni. Anche Pat Robertson partecipava alle sue trasmissioni.
Il leader della Westboro Baptist Church Fred Phelps ha anch'egli accusato gli omosessuali per gli attacchi dell'11 settembre, mentre la sua Chiesa ha incolpato per il Terremoto e maremoto dell'Oceano Indiano del 2004 gli omosessuali statunitensi, svedesi e finanche thailandesi.

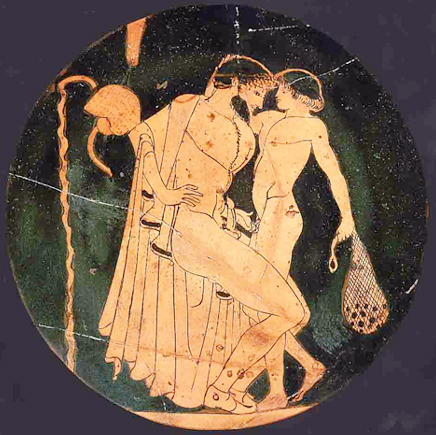
Rappresentazione di relazione pederastica in una ceramica a figure rosse attica (530-430 a.C.).

### Accuse di associazione nei casi di abusi su minori e pedofilia
Le relazioni sentimentali ed amorose tra adulti e adolescenti, sia maschili che femminili, sono state assiduamente praticate, potendo farle storicamente risalire almeno all'antichità classica, quando sono state rinvenute in una lunga serie di culture, tra cui quelle dei celti, dell'impero persiano e dell'antica Grecia (vedi Fedro e Gli amori.
La migliore e maggiormente documentata - e anche la più formalizzata - è stata la tradizione della pederastia greca; essa è diventata emblematica per indicare le relazioni erotiche implicanti uomini e ragazzi (vedi "vizio greco" e "amore greco"), note collettivamente come pederastia. L'associazione del desiderio moderno maschile nei confronti dei giovani adolescenti attraverso le pratiche pederastiche greche è stata approvata a suo tempo da personaggi del mondo letterario come ad esempio lo stesso Oscar Wilde nel suo De profundis.
Alcune persone temono di esporre i propri figli agli omosessuali in ambienti senza sorveglianza, perché credono che i bambini possano essere molestati, violentati o addirittura "reclutati" per diventare degli omosessuali.; La pubblicità che continua a circondare i casi di pedofilia all'interno della Chiesa cattolica non ha fatto altro che aumentare tali preoccupazioni. Molte organizzazioni si concentrano proprio su queste preoccupazioni, tracciando connessioni improprie tra omosessualità e pedofilia.
Secondo uno studio commissionato dalla "Conferenza dei vescovi cattolici degli Stati Uniti d'America", sotto gli auspici del "John Jay College of Criminal Justice" e di un consiglio di riesame globale diretto dalla consigliera della corte d'appello dell'Illinois Anne M. Burke, "l'81% delle vittime segnalate di abuso sessuale sui minori da parte del clero della Chiesa cattolica erano maschi". Il comitato di revisione ha concluso che "la crisi è stata scatenata da un comportamento omosessuale" e che, alla luce di ciò, "l'attuale crisi non può essere affrontata senza considerare le questioni legate all'omosessualità". Secondo Margaret Smith, una delle ricercatrici del "John Jay", tuttavia, è "una conclusione ingiustificata" affermare che la maggior parte dei preti che hanno abusato di vittime maschili siano da considerarsi gay; anche se "la maggior parte degli atti abusivi erano per loro natura di carattere omosessuale [...] la partecipazione agli "atti omosessuali" non è la stessa cosa dell'identità di genere di un uomo gay".
Il professore di psicologia Gregory Herek ha anche analizzato un certo numero di studi e non ha trovato esservi alcun rapporto decisivo tra orientamento sessuale e molestia sessuale; uno dei suoi colleghi ricercatori, Louis Schlesinger, ha sostenuto che il problema principale è stato la pedofilia o l'ephebofilia, non l'orientamento sessuale ed ha concluso affermando che alcuni uomini che sono sposati con donne adulte continuano comunque ad essere attratti anche dai maschi durante la loro adolescenza.
Alcuni studi condotti da Carole Jenny, A.W. Richard Sipe e altri non hanno trovato prove che indichino il fatto che gli omosessuali siano più propensi a molestare i bambini rispetto agli eterosessuali. Basandosi sulle risposte di un campione di migliaia di abusatori di bambini reo confessi, una ricerca ha scoperto che il 70% di coloro che hanno scelto i ragazzi per commettere i propri reati sessuali si sono classificati come esclusivamente o con una forte predominanza all'eterosessualità nel loro orientamento sessuale da adulti - riferito alla scala Kinsey - e che invece il 9% di loro ha espresso un'eguale attrazione nei confronti dei maschi e delle femmine ed infine soltanto l'8% si è definito come esclusivamente omosessuale.
Il test del Pletismografo penile applicato sui maschi adulti mostra che gli uomini con preferenza verso gli altri maschi adulti (spesso chiamati "androfili" in questi studi) non sono maggiormente attratti dai ragazzi adolescenti o più giovani rispetto a quelli che preferiscono le femmine adulte (o "gynefili"). Al contrario, alcuni di coloro che commettono un reato sessuale il cui oggetto d'attenzione è rappresentato dal ragazzo - in particolare pre-pubertà - possono essere anche definiti eterosessuali senza alcuna preferenza sessuale specifica rivolta ai bambini; mentre altri rivelano una scarsità di attrazione fisica per gli adulti di entrambi i sessi.
Il dottor Kurt Freund, analizzando campioni di abusatori sessuali di minori, ha concluso che solo raramente un reato sessuale contro i bambini maschi si traduce poi una preferenza sessuale per i maschi adulti; Frenzel e Lang (1989) notarono anche una marcata mancanza di "androfilia" nella loro analisi col test del "Pletismografo penile" su 144 molestatori infantili, che comprendevano anche 25 uomini accusati di abusi contro minori maschi.
Uno studio che ha coinvolto 21 adulti accusati di molestie sessuali contro gli adolescenti ha scoperto che due terzi di loro avevano una preferenza sessuale per le donne e non per gli uomini, con il sottogruppo "eterosessuale" coinvolto con ragazze più giovani ben maggiore del parallelo sottogruppo "omosessuale". Un sondaggio d'opinione più recente, che ha richiesto ai pedofili autodidentificati nelle comunità online di valutare la loro attrazione sessuale verso i maschi e verso le femmine a partire dall'età di un anno e fino ai 18, ha scoperto che questi uomini hanno reso noti livelli di attrattività molto bassi nei confronti dei maschi più maturi e che "l'attrattiva sessuale nei confronti dei bambini maschi è ben distinta e generalmente non compatibile con un'intensa attrazione sessuale verso gli altri uomini adulti".
Lo specializzato in psichiatria dell'Università Johns Hopkins Frederick Berlin, che gestisce un programma di trattamento per i reati sessuali, afferma che è completamente errato presumere che gli uomini che molestano i ragazzi siano attratti anche dagli uomini adulti; Berlin definisce l'attrazione verso i bambini come un orientamento distintivo separato e a sé stante. Lo psicoterapeuta A. W. Richard Sipe dichiara inoltre che la privazione sessuale che si verifica nel sacerdozio potrebbe facilmente portare a rivolgersi ai bambini e che i ragazzi sono più accessibili ai sacerdoti e ad altre figure di autorità maschile rispetto alle ragazze.
Uno studio del dottor A. Nicholas Groth ha scoperto che quasi la metà degli aggressori sessuali di bambini nel suo campione erano esclusivamente attratti dai bambini; l'altra metà ha regredito verso i bambini dopo aver trovato difficoltà nei rapporti con gli adulti. Nessuno dei violentatori del suo campione era invece attratto principalmente dagli adulti del proprio stesso sesso.
La ricerca empirica dimostra che l'orientamento eterosessuale non pregiudica affatto la probabilità che le persone adulte possano abusare dei bambini, sia come pedofili che tramite incesto.; molti molestatori infantili inoltre non possono essere caratterizzati per avere alcun orientamento sessuale rivolto verso degli adulti; sono molto semplicemente esclusivamente fissati sui bambini.
I passati atteggiamenti sociali verso l'omosessualità sono stati talvolta confrontati con gli attuali atteggiamenti sociali nei confronti della pedofilia, dal momento che entrambe sono state considerate in un certo periodo storico come completamente sbagliate, in particolare alla luce della loro mancanza di una stabile relazione sessuale e/o coniugale. I legislatori e i commentatori sociali hanno talvolta espresso la preoccupazione che la normalizzazione dell'omosessualità potrebbe come sua diretta conseguenza portare anche alla normalizzazione della pedofilia, se solo venisse accertato che anche la pedofilia costituisce un orientamento sessuale.

#### "International Lesbian, Gay, Bisexual, Trans and Intersex Association"

Le legislazioni contro la "propaganda omosessuale"
Paesi o territori che non dispongono di leggi contro la "propaganda omosessuale" o contro la "moralità pubblica"
Nella legge russa sulla propaganda gay (con la finalità di "proteggere i minori dall'accesso ad informazioni contrarie ai valori familiari tradizionali") gli stranieri possono essere arrestati e detenuti per un massimo di 15 giorni e multati fino a 5.000 rubli
Punizione sconosciuta
Carcerazione

Paesi o territori che non dispongono di leggi contro la "propaganda omosessuale" o contro la "moralità pubblica"
     Nella legge russa sulla propaganda gay (con la finalità di "proteggere i minori dall'accesso ad informazioni contrarie ai valori familiari tradizionali") gli stranieri possono essere arrestati e detenuti per un massimo di 15 giorni e multati fino a 5.000 rubli
     Punizione sconosciuta
     Carcerazione

### Opposizione alla "promozione dell'omosessualità"
"La promozione dell'omosessualità" raffigurerebbe tutta una serie di comportamenti ritenuti da alcuni avversari dei diritti LGBT nel mondo espressi nei mezzi di comunicazione di massa, nei luoghi pubblici e attraverso manifestazioni e campagne informative ecc. Il termine "propaganda gay" o "proselitismo omosessuale" può anche essere utilizzato da altri per affermare simili comportamenti, in particolare in relazione alle calunnie e relative false accuse di reclutamento omosessuale e dell'esistenza di una presunta "agenda gay" volta a far ottenere il "potere" agli omosessuali ed in tal modo di dominare il mondo intero.
Nel Regno Unito la "sezione 28" del "Local Government Act 1988" vietava "la promozione dell'omosessualità come se essa fosse un preteso rapporto familiare" da parte dei dipendenti del governo locale nel corso delle loro funzioni; l'atto mirava a impedire la "promozione dell'omosessualità" nelle scuole. Tale legislazione è stata successivamente abrogata in Scozia il 21 giugno del 2000 come uno dei primi atti legislativi adottati dal nuovo Parlamento scozzese e il 18 novembre del 2003 anche in Inghilterra e Galles dalla sezione 122 del "Local Government Act 2003", con il governo del partito Laburista che ha espresso le proprie scuse nei confronti delle persone LGBT per l'esistenza di una simile legge.
Questa cosiddetta "promozione" viene a tutt'oggi ancora vietata in Marocco e lo era, attraverso l'articolo 200 del codice di diritto penale, in Romania; esso che è stato modificato nel 1996 per poi essere definitivamente abrogato nel 2001; un disegno di legge dichiaratamente anti-omosessuale è stato proposto in Uganda per favorire la creazione di vere e proprie "liste di proscrizione".
La Lituania ha messo in atto un divieto dello stesso tipo il 16 giugno del 2009 in mezzo a proteste indette da gruppi per i diritti LGBT nel mondo; essi hanno dichiarato che sarebbe stata portata alla Corte europea dei diritti dell'uomo per palese violazione delle leggi europee sui diritti umani.

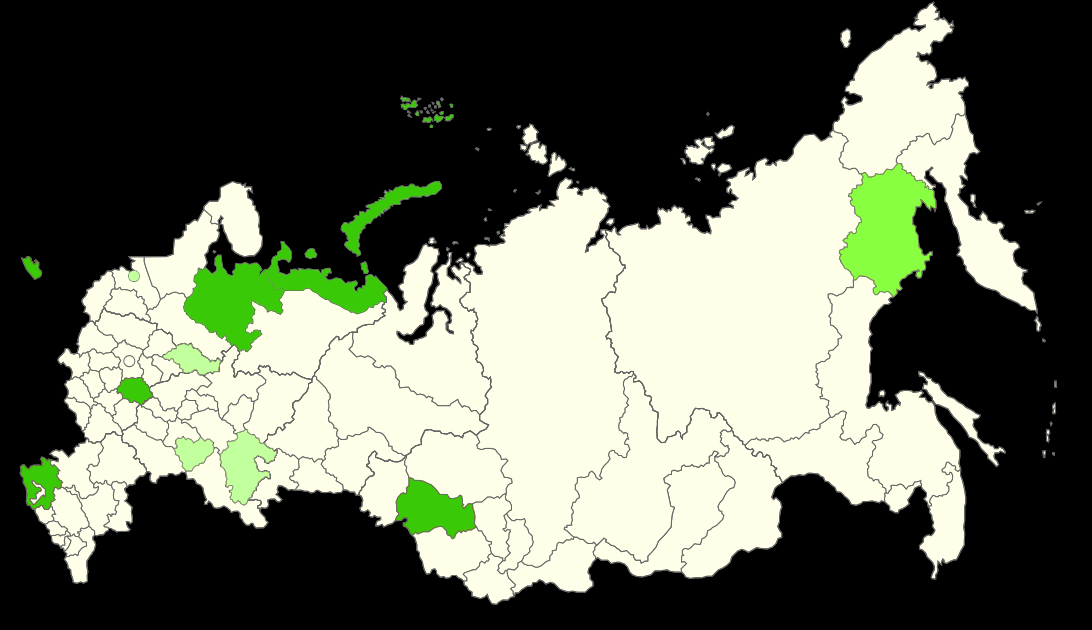
Mappa dei territori russi con le leggi che vietano la "promozione dell'omosessualità".

Diversi territori della Russia avevano applicato leggi del tutto simili limitando la distribuzione della "propaganda" che promuove l'omosessualità ai minori, tra cui l'Oblast' di Rjazan', l'Oblast' di Arcangelo e a San Pietroburgo. Nel giugno del 2013 è stata approvata una legge federale che ha consentito di tradurre in reato la diffusione di materiale che promuove "i rapporti sessuali non tradizionali"; l'autrice della legge Jelena Borisovna Mizulinová ha sostenuto che la legge intendeva aiutare a proteggere i "valori familiari tradizionali".
A partire dall'ottobre del 2014 il Kirghizistan era in procinto di adottare una legge che consentisse di "mandare direttamente di prigione tutti gli attivisti dei diritti dei gay ed altri, inclusi i giornalisti, che creano un atteggiamento positivo nei confronti delle relazioni sessuali non tradizionali".

Legislazioni statunitensi sul bullismo omofobico
Proibizione del bullismo omofobico contro gli studenti basato sull'orientamento sessuale o l'identità di genere
Proibizione del bullismo omofobico contro gli studenti basato sull'orientamento sessuale
Regolamento scolastico o codice etico per gli insegnanti che affrontano il bullismo contro gli studenti basato sull'orientamento sessuale
La legge vieta il bullismo scolastico ma non elenca categorie di protezione
Nessun diritto statale che proibisce specificamente il bullismo nelle scuole

     Proibizione del bullismo omofobico contro gli studenti basato sull'orientamento sessuale o l'identità di genere
     Proibizione del bullismo omofobico contro gli studenti basato sull'orientamento sessuale
     Regolamento scolastico o codice etico per gli insegnanti che affrontano il bullismo contro gli studenti basato sull'orientamento sessuale
     La legge vieta il bullismo scolastico ma non elenca categorie di protezione
     Nessun diritto statale che proibisce specificamente il bullismo nelle scuole

## Violenza
Le persone gay sono state l'obiettivo della violenza esclusivamente per la loro sessualità in varie culture durante tutto il corso della storia. Durante il periodo nero dell'Olocausto ("Shoah") oltre 100.000 uomini gay sono stati arrestati, mentre tra i 5.000 e i 15.000 sono morti nei campi di concentramento nazisti (vedi storia degli omosessuali nella Germania nazista e durante l'olocausto).
La violenza rivolta contro tutte le persone LGBT continua a manifestarsi ancora ai giorni nostri, alimentata dalla "retorica anti-gay", solitamente espressa da giovani che risultano essere molto ostili verso le persone LGBT e da parte di uomini che accettano solamente il ruolo di genere maggiormente conforme alla tradizione.

## Regioni e periodi storici
Gli atteggiamenti sociali nei confronti dell'omosessualità variano notevolmente nelle differenti culture e in diversi periodi storici, così come gli atteggiamenti verso il desiderio, l'attività sessuale e le relazioni amorose in generale. Tutte le culture hanno i propri specifici valori riguardo alla sessualità considerata più appropriata o, al contrario, maggiormente inappropriata; alcune sanzionano l'amore e la sessualità tra persone dello stesso sesso, mentre altre disapprovano tali attività solo in parte.
Così come accade anche per il comportamento eterosessuale possono essere attribuiti diversi tipi di prescrizioni e proscrizioni ai soggetti in base al loro genere, all'età, allo status sociale o alla classe sociale di riferimento. Ad esempio tra la classe dei samurai del Giappone pre-moderno (vedi omosessualità in Giappone) è stato consigliato ad un adolescente novizio di entrare in un rapporto erotico con un guerriero più anziano (vedi Shudō), mentre le stesse relazioni sessuali tra i due diventavano inadeguate una volta che il ragazzo fosse cresciuto d'età.

### Antico Egitto

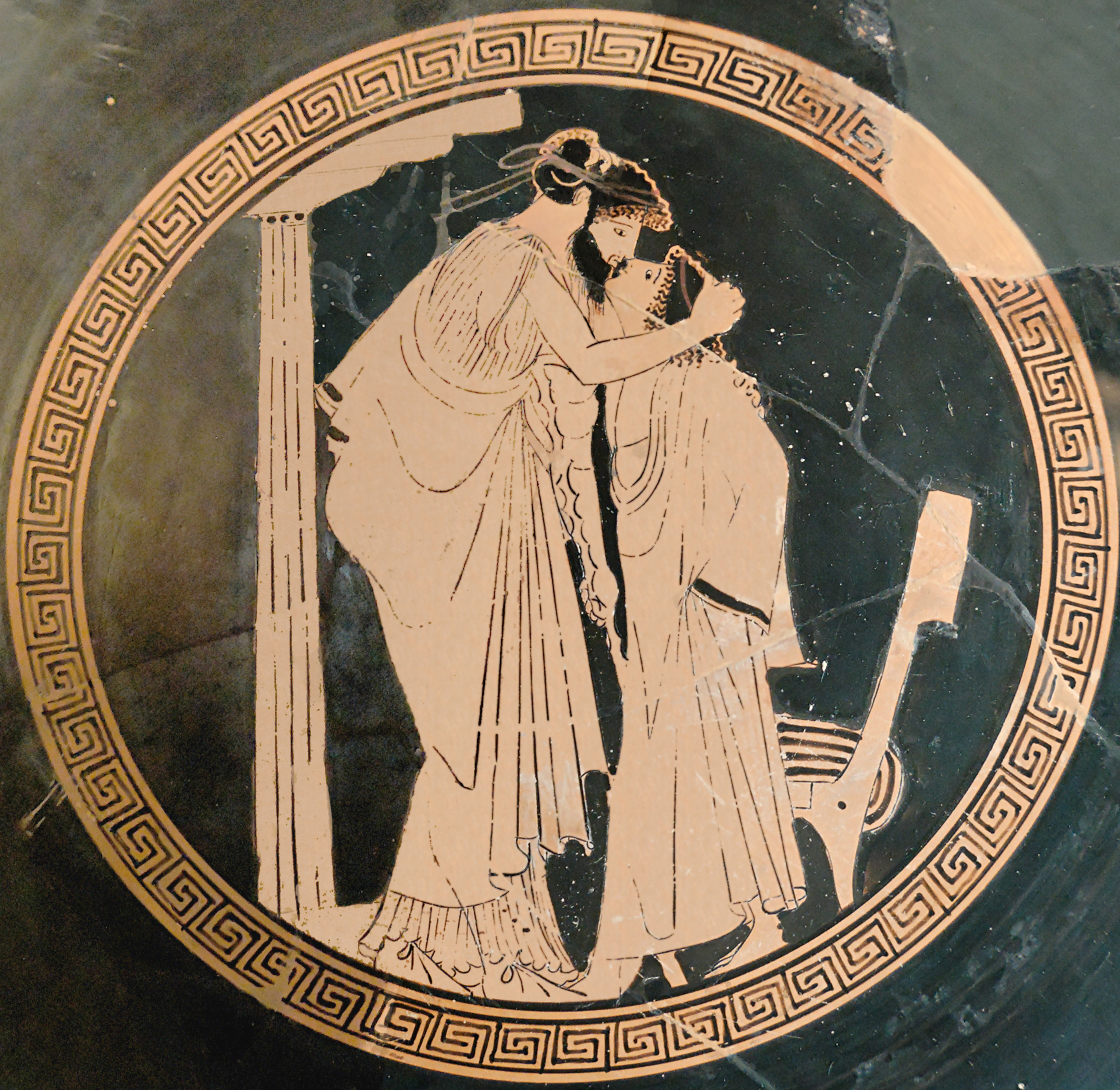
Coppia di maschi che si baciano. Ceramica a figure rosse, 480 a.C. (Museo del Louvre).

### Antica Grecia
Nell'antica Grecia le pratiche basate sull'omoerotismo erano ampiamente vive e presenti e integrate nella religione greca, nel campo dell'educazione, della filosofia greca e nella cultura militare.
La forma sessualizzata di queste relazioni era teme di un vigoroso dibattito. In particolare il rapporto di sesso anale è stato biasimato da molti, tra cui Platone, in quanto forma di "hybris" che avrebbe avuto la colpa di disonorare e femminilizzare i ragazzi. Le relazioni tra maschi adulti sono state generalmente ridicolizzate; Platone credeva anche che la forma casta del rapporto fosse il segno di una società illuminata, mentre 'altra parte solamente i barbari la condannavano.

Sia l'Atene che l'antica Sparta erano entrambe polis note per incoraggiare i rapporti tra adulti (erastès) e adolescenti (eromenos), come parte dell'educazione e della socializzazione della gioventù; in entrambe le società però non appena il ragazzo raggiungeva l'età della prima barba egli doveva prendere come eromenos uno più giovane di lui e alla fine sposarsi e continuare la linea familiare.

### Antica Roma
Quelle di "omosessuale" ed eterosessuale" non erano categorie appartenenti alla sessualità nell'antica Roma e la stessa lingua latina manca di parole che potrebbero tradurre adeguatamente questi concetti. La dicotomia primaria nella sessualità romana era quella tra attivo/dominante e passivo/femminilizzato (vedi attivo e passivo nel sesso); la mascolinità di un cittadino adulto era definita sessualmente dalla sua assunzione del "ruolo penetrante", sia che il partner fosse una femmina sia un maschio di status sociale inferiore.
La libertà politica (libertas) del cittadino romano è stata definita in parte dal diritto di preservare il proprio corpo dalla costrizione fisica o dal suo utilizzo da parte di altri; che il cittadino maschio usasse il proprio corpo per dare piacere ad altri è sempre stato considerato come un'idea servile e sovversiva dall'intera gerarchia sociale.
Era considerato perfettamente naturale che un uomo potesse essere attratto sessualmente da un bell'adolescente maschio; ma i corpi dei giovani cittadini rimasero rigorosamente fuori portata. Gli unici partner maschi accettabili erano pertanto gli schiavi, coloro che esercitavano la prostituzione maschile ed altri a cui era stata ritirata la posizione sociale rispettabile (gli "infames"). Le relazioni e i rapporti sessuali tra cittadini maschi di pari status, compresi i soldati, sono sempre state denigrate ed in alcune circostanze duramente penalizzate.
Nell'ambito della retorica politica un uomo poteva essere attaccato e completamente screditato sotto l'accusa di effeminatezza o di aver svolto il ruolo passivo nel rapporto sessuale, ma mai per il fatto di aver eseguito la penetrazione sessuale su un partner maschio socialmente accettabile; le minacce di stupro attraverso il sesso anale e il sesso orale (l'"irrumatio") contro un altro uomo erano comuni forme di vanteria mascolina.
I comportamenti sessuali sono stati regolati in quanto hanno minacciato o incrinato un ideale di libertà tutta a favore del maschio dominante, che non avrebbe mai potuto mantenere la propria mascolinità se fosse stato penetrato. La Lex Scantinia ha imposto delle penalità legali a coloro che avessero commesso un crimine sessuale ("stuprum") contro un minore maschio nato libero; avrebbe anche potuto essere utilizzata per perseguire quei cittadini maschi adulti che di propria spontanea volontà assumevano il ruolo passivo.
I bambini nati in schiavitù o diventati schiavi in seguito non avevano alcuna protezione legale contro l'abuso sessuale; un ragazzo grazioso poteva benissimo essere scelto e mantenuto come il "preferito sessuale sottomesso" dal suo proprietario. La pratica della pederastia nell'antica Roma (vedi "amore greco") si differenziava pertanto in maniera essenziale dalla pederastia greca, ove per prassi la coppia era invece composta da maschi liberi di pari condizione sociale.
Lo storico del XVIII secolo Edward Gibbon ha dichiarato che, dei primi 15 imperatori romani, solamente Claudio era esclusivamente eterosessuale nelle proprie preferenze intime; il confinare e limitare l'attività sessuale alle sole donne è stato sempre considerato un fatto alquanto insolito tra i Romani. Anche se il diritto romano non riconosceva il matrimonio tra gli uomini - il matrimonio romano aveva difatti come suo scopo primario quello di produrre figli legittimi - all'inizio del periodo imperiale alcune coppie maschili hanno fatto celebrare dei riti matrimoniali tradizionali; Decimo Giunio Giovenale osserva che i suoi amici frequentavano spesso tali cerimonie.

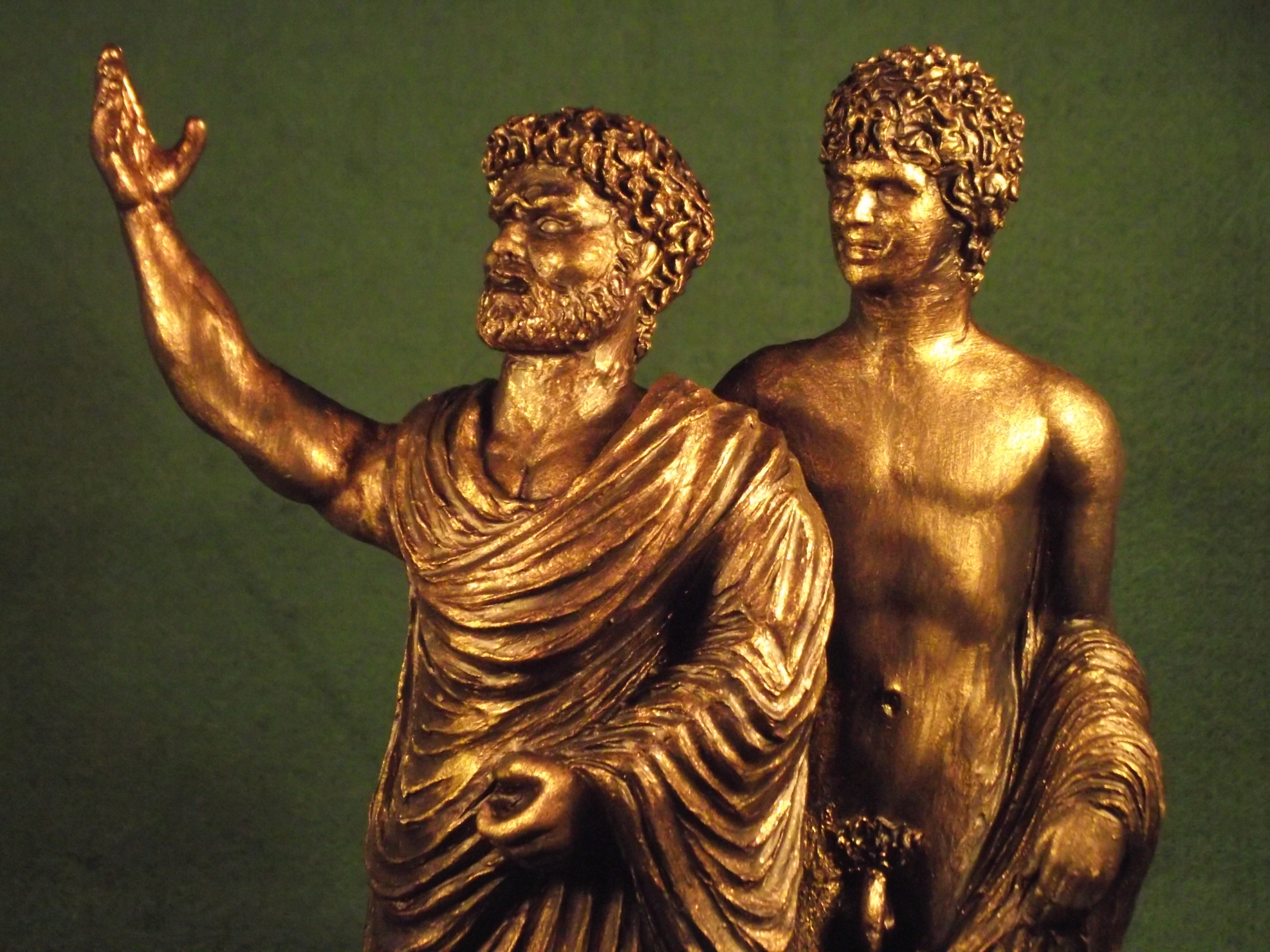
Adriano e Antinoo, scultura di Malcolm Lidbury (2016).

L'imperatore romano Nerone si sposò per ben due volte con degli uomini, una volta assumendo il ruolo di moglie (con Pitagora) e l'altra quello di marito (con Sporo, l'amante maschio che subì appositamente la castrazione per tal fine); nel corso di questo secondo matrimonio omosessuale Sporo apparve in pubblico come la moglie ufficiale dell'imperatore, indossando gli abiti regali che venivano usati dalle imperatrici.
Le relazioni tra donne sono raramente documentate durante la repubblica romana e il principato, mentre sono meglio attestate nel corso dell'impero romano. Un riferimento precoce alle donne omosessuali come "lesbiche" ci proviene dallo scrittore greco Luciano di Samosata (II secolo): "dicono che a Lesbo esistano donne in tutto e per tutto simili agli uomini, ma con un'estrema carenza di desiderio nei confronti degli uomini; si uniscono invece alle altre donne proprio come se fossero degli uomini".
Poiché gli scrittori maschi pensavano che per forza di cose un atto sessuale richiedesse un partner attivo/dominante che fosse "fallico", immaginavano che nella sessualità lesbica una delle due avrebbe utilizzato un dildo o un clitoride eccezionalmente sviluppato per fungere da oggetto/organo penetrativo e che sarebbe sempre stata quest'ultima quella che avrebbe sperimentato il piacere sessuale.
Il poeta Marco Valerio Marziale descrive le lesbiche come "femmine che hanno un appetito sessuale indomabile" e che giungono ad eseguire la penetrazione sia sulle altre donne che sui ragazzi; i ritratti satirici delle donne che sodomizzano i giovani maschi, bevono e mangiano tanto quanto gli uomini e s'impegnano in energici regimi fisici, possono riflettere le ansie culturali nei confronti della crescente indipendenza della donna romana.

### Antica Cina
Proprio così come accade per le culture di molte altre civiltà antiche anche i cinesi non avevano alcun concetto né di omosessualità né di eterosessualità, anzi secondo Louis Crompton esistono dati storici che consentono di considerare la bisessualità come la norma erotica presente in Cina; a molti tra gli imperatori cinesi
vengono addebitate relazioni amorose sia con uomini sia con donne.
Gli scritti principali della Dinastia Liu Song (420-79) attestano che l'omosessualità era altrettanto comune dell'eterosessualità nel tardo III secolo in quanto "tutti i gentiluomini e i funzionari l'hanno stimata: tutti gli uomini del regno hanno seguito questa moda nella misura in cui i mariti e le mogli sono stati allontanati. Le donne non maritate sono pertanto diventate gelose".
Le pratiche di omoerotismo sono state documentate sin dal periodo descritto negli Annali delle primavere e degli autunni (quasi esattamente in parallelo alla Grecia classica) e le sue radici si trovano nella leggenda dell'origine stessa dell'impero cinese, il regno mitologico di Huang Di (l'imperatore giallo) il quale, tra le sue molte invenzioni, è accreditato anche per essere stato il primo ad avere compagni di sesso maschile.
L'opposizione all'omosessualità è originaria della medievale dinastia Tang, attribuita all'influenza crescente dei valori morali del cristianesimo e dell'islam, ma non si è mai pienamente realizzata fino alla fine della dinastia Qing e all'avvento della Repubblica Popolare Cinese. L'"Associazione psichiatrica cinese" ha comunque rimosso l'omosessualità dall'elenco delle malattie mentali nell'aprile 2001.
Lo scrittore e regista gay Cui Zi'en ha dichiarato: "in Occidente oramai fa aggrottare le ciglia alla maggioranza sentire criticare gli omosessuali e ancor di più il farli sentire diversi", questo in contrasto con la società cinese la quale "sta effettivamente cambiando, ma vi saranno comunque sempre persone che proveranno disgusto verso di essi".

### Antico Israele
Nel corso della maggior parte della storia dell'antico Regno di Giuda e Israele il rapporto sessuale tra i maschi è stato condannato in modo definitivo e categorico come un "abominio" e la Legge mosaica ha richiesto la pena di morte per quegli uomini che "giacciono con un uomo così come si fa con una donna" Non sono stati mai invece discussi gli altri aspetti delle relazioni sessuali.

### Origini del cristianesimo
Molti sostengono che fin dalle origini del cristianesimo questo ha seguito la tradizione ebraica della condanna della sessualità gay e di alcune forme di rapporti eterosessuali etichettandoli come "sodomia"; alcuni studiosi cristiani contemporanei tuttavia contestano una tale dichiarazione. Gli insegnamenti di Gesù Cristo incoraggiarono una svolta nei confronti della Legge mosaica e il perdono dei peccati, inclusi quelli di "impurità sessuale"; inoltre egli non si è mai riferito specificamente all'omosessualità.
Gesù fu conosciuto invece proprio come il difensore di coloro i cui peccati sessuali furono condannati dai farisei; allo stesso tempo egli ha sostenuto fortemente i Dieci Comandamenti e ha esortato coloro i cui peccati sessuali sono stati perdonati ad "andare e non peccare più".
Paolo di Tarso è stato ancora più esplicito nella sua condanna dei vari comportamenti peccaminosi, dicendo: "non sapete che gli ingiusti non posseggono il regno di Dio? Non sbagliate: né fornicatori, né idolatri, né adulteri, né effeminati"; tuttavia i significati esatti di due delle antiche parole in lingua greca che Paolo ha usato si riferiscono ai ladri e agli estorsori. Nella traduzione della Septuaginta però le parole pertinenti impiegate nella Prima lettera ai Corinzi e nella Prima lettera a Timoteo sono le stesse impiegate nel Libro del Levitico per indicare i rapporti omosessuali maschili (vedi Omosessualità nella Bibbia cristiana).

### Impero romano cristiano e bizantino
Dopo che l'imperatore Costantino I ha fatto definitivamente concludere la persecuzione dei cristiani nell'Impero romano e ha reso così il cristianesimo la religione ufficiale dello Stato nel IV secolo, gli atteggiamenti cristiani verso il comportamento sessuale furono presto incorporati anche nel diritto romano. Nell'anno 528 l'imperatore Giustiniano I, per rispondere ad un aumento della pederastia tra il clero cristiano, emise una legge che rese la castrazione la punizione per la "sodomia".

### Europa medioevale
Nell'Europa medievale l'omosessualità era considerata esclusivamente come "sodomia" e venne punita con la morte sul rogo. Le persecuzioni hanno raggiunto la loro massima virulenza durante l'Inquisizione medievale, quando le sette dei catari e dei valdesi furono accusate di fornicazione e sodomia accanto alle solite accuse di satanismo. Nel 1307 le accuse di sodomia sono state considerate prove importanti durante il processo a carico dei Cavalieri templari.
Il teologo Tommaso d'Aquino era solito collegare la condanna della sodomia all'idea di violazione della legge naturale (vedi giusnaturalismo), sostenendo che "in particolar modo certi peccati sono contrari alla natura, come ad esempio quelli che contrastano con il rapporto naturale tra maschio e femmina negli animali e pertanto sono particolarmente qualificati per essere dei vizi innaturali".

### Nuova Guinea
Il popolo Bedamini della Nuova Guinea crede che lo sperma sia la principale fonte di virilità e forza. Di conseguenza, la condivisione dello sperma tra gli uomini, in particolare quando c'è un divario di età, è vista come una promozione della crescita in tutti gli ambiti della Natura, mentre le attività eterosessuali "eccessive" sono considerate causa di decadimento e morte.

### Russia
Un sondaggio d'opinione condotto dal Centro Levada in Russia nel luglio 2010 ha concluso che "l'omofobia è diffusa nella società russa". Tratta questa conclusione dai seguenti risultati: il 74% degli intervistati ritiene che i gay e le lesbiche siano persone immorali o psicologicamente disturbate. Solo il 15% ha risposto che l'omosessualità è legittima quanto l'orientamento sessuale tradizionale. Il 39% ritiene che dovrebbero essere trattati obbligatoriamente o in alternativa isolati dalla società. Il 4% ha ritenuto necessario liquidare fisicamente le persone con un orientamento sessuale non tradizionale.
D'altra parte molti russi (il 45%) erano favorevoli all'uguaglianza degli omosessuali con gli altri cittadini (il 41% contro, il 15% indecisi). La maggior parte ha sostenuto l'introduzione in Russia di leggi che vietano la discriminazione basata sull'orientamento e l'incitamento all'odio nei confronti di gay e lesbiche (il 31% contro, il 28% indecisi).
Il Centro Levada ha raggiunto le seguenti conclusioni sulla distribuzione delle opinioni in diversi gruppi della società. "Nella società russa l'omofobia si incontra più spesso tra gli uomini, gli intervistati più anziani (oltre i 55 anni) e le persone con un livello medio di istruzione e basso reddito.
Donne, giovani russi (tra i 18 e i 39 anni), i possessori di un'istruzione superiore e gli abitanti dei grandi centri urbani hanno invece mostrato una ben maggiore tolleranza verso le persone con un orientamento sessuale non tradizionale e una maggiore comprensione dei problemi correlati: gli intervistati over 40, le persone con istruzione media o bassa o basso reddito e le popolazioni rurali - i settori che mantengono tutta l'inerzia del precedente pensiero sovietico - hanno più probabilità di considerare che l'omosessualità sia una malattia la quale richiede un trattamento e che gli omosessuali debbano pertanto venire isolati dalla società civile".

### Mondo arabo
Gli uomini che hanno rapporti sessuali con altri uomini nelle società arabe non si riferiscono comunemente a vicenda come omosessuali. Laurens Buijs, Gert Hekma e Jan Willem Duyvendak, autori dell'articolo del 2011 intitolato As long as they keep away from me: il paradosso della violenza contro le persone LGBT presente in paesi che sono stati sempre storicamente "gay-friendly" potrebbe essere spiegato dal fatto che solo coloro che esplicitamente affermano un'identità omosessuale hanno una maggiore probabilità di essere condannati.
Nello stesso articolo viene anche detto che tra gli uomini, nei paesi arabi, che non vengono identificati come omosessuali i rapporti sessuali sono spesso pratica comune e che quello che conta è soltanto il ruolo di genere il quale non viene mai messo in discussione fintanto ché essi assumono il ruolo attivo.

### Paesi Bassi
Laurens Buijs, Gert Hekma e Jan Willem Duyvendak, coautori dell'articolo del 2011 intitolato ""'As long as they keep away from me: The paradox of antigay violence in a gay-friendly country" hanno affermato che l'Olanda possiede un'immagine di "tolleranza e di paese gay-friendly e che il popolo olandese, secondo la ricerca di indagini transnazionali, mostra più accettazione dell'omosessualità rispetto "alla maggior parte degli altri popoli europei".
Hanno anche asserito che gli olandesi esibiscono il loro sostegno per la parità di diritti e la non discriminazione degli omosessuali, spiegando che "Amsterdam, in particolare, è spesso associata all'emancipazione gay, dato che nel 2001 ha dato vita al primo "matrimonio tra persone dello stesso sesso" legalmente riconosciuto e ospita la famosa sfilata del Gay pride con barche festosamente decorate che navigano attraverso i pittoreschi canali della città ogni anno".
Sempre secondo l'articolo, nonostante questa reputazione, gli aspetti dei tentativi di seduzione di altri uomini da parte degli omosessuali, il sesso anale, il comportamento percepito come "effeminato" dai maschi e le dimostrazioni pubbliche di affetto tra le coppie gay e lesbiche potrebbero ancora scatenare l'omofobia nei Paesi Bassi.
Sostenevano quindi che "la violenza contro le persone LGBT è un problema notevolmente grave" in quel paese e niente affatto da sottovalutare. Hanno spiegato che i membri di cinque gruppi etnici ossia gli immigrati delle Antille Olandesi, i greci, i marocchini, i serbi e i turchi, "accettano molto meno l'omosessualità apertamente dimostrata, anche se controllati per categorie di sesso, età, livello di istruzione e religiosità".
Hanno anche affermato che la cultura nelle Forze armate dei Paesi Bassi "è notoriamente maschile e intollerante nei confronti dell'omosessualità". Fino al 2000 i politici di destra si opponevano generalmente all'omosessualità, ma dal 2011 mostrano invece il loro sostegno e si oppongono agli atteggiamenti anti-gay presenti nei gruppi degli immigrati, affermando che il paese ha una "tradizione olandese di tolleranza" nei riguardi dell'omosessualità.

### Stati Uniti

#### Maccartismo
Ancora per tutti gli anni 1950 esprimere liberamente la propria omosessualità era considerato un autentico tabù. Le Assemblee legislative di praticamente tutti gli Stati federati avevano fatto emanare leggi contro il "comportamento omosessuale" già da molto tempo addietro, le cosiddette leggi sulla sodomia negli Stati Uniti d'America, le quali invero colpivano la sodomia di per se stessa (anche coniugale).
Una folta schiera di politici presero a trattare l'omosessualità come il simbolo dell'anti-nazionalismo, interpretando dal canto loro la mascolinità quale indice di patriottismo e contrassegnando al contrario l'effeminatezza come una vera e propria minaccia alla sicurezza nazionale.

La percezione di una tale connessione (omosessuale-traditore) fu ben presente e utilizzata a suo tempo anche nella Germania nazista prima e nell'Unione Sovietica stalinista subito dopo, facendo la sua periodica ricomparsa nella politica contemporanea fino a tempi assai recenti.
Il famigerato senatore Joseph McCarthy utilizzò le accuse di omosessualità come tattica preferita di diffamazione (Smear campaign) nell'ambito della sua crociata/caccia alle streghe anticomunista, spesso combinando il secondo - lo "spavento rosso" - con il "Lavender Scare" (il terrore viola). In un'occasione giunse fino al punto di annunciare ai giornalisti: "Se vuoi essere contro McCarthy, ragazzo, devi essere un comunista o un succhiacazzi".
Alla stessa identica maniera anche il senatore del Partito Repubblicano Kenneth Spicer Wherry tenterà di evocare una stretta correlazione tra l'essere omosessuali e antipatriottici (o antinazionalisti), come ad esempio quando ebbe a dichiarare in un'intervista rilasciata a Max Lerner che: "non puoi separare gli omosessuali dai sovversivi". Più tardi, nello stesso faccia a faccia, tracciò la netta linea di separazione tra americani patriottici e gay: "Ma guarda Lerner, siamo entrambi americani, no? Dico, prendiamo questi tipi [uomini gay in posizioni governative o ad esse vicini] e buttiamoli fuori dal governo".
Vi furono poi altre connessioni - largamente percepite - tra omosessualità e comunismo. Wherry pubblicizzò ampiamente il timore che Iosif Stalin fosse riuscito ad ottenere una lista di omosessuali in posizioni di potere da parte di Adolf Hitler, ritenendo che intendesse usarla per ricattare questi uomini affinché lavorassero come spie contro gli USA a favore del regime sovietico.
In un rapporto del 1950 prodotto da una sottocommissione del Senato intitolato "Occupazione degli omosessuali e di altri pervertiti sessuali nel governo" asserì con estrema chiarezza che: "il pervertito è facile preda del ricattatore... È un fatto accettato tra le agenzie di spionaggio che organizzazioni spionistiche di tutto il mondo considerano i pervertiti sessuali che sono in possesso o hanno accesso a materiale confidenziale di essere i bersagli privilegiati su cui esercitare pressioni".
Insieme a tale preoccupazione fondatasi sul pericolo per la sicurezza della nazione il rapporto fece rilevare anche che gli omosessuali non sono adatti ad alcuna occupazione governativa in quanto "coloro che si cimentano in atti di perversione manifesti non posseggono la stessa stabilità emotiva delle persone normali. Vi è inoltre un'abbondanza di prove per sostenere la conclusione che l'indulgenza in atti di perversione sessuale indebolisce la fibra morale di un individuo in misura tale da non essere adatto ad una posizione della massima responsabilità"".
Sia McCarthy che Roy Cohn utilizzarono loro stessi molto più spesso i segreti dei politici americani omosessuali velati come strumenti di ricatto di quanto non facessero l potenze straniere nemiche.

#### Movimento per i diritti civili LGBT
A partire dal XX secolo i movimenti per i diritti LGBT negli Stati Uniti d'America hanno portato a cambiamenti anche radicali nell'accettazione sociale e nel ritratto mediatico delle relazioni di genere. La legalizzazione del matrimonio tra persone dello stesso sesso e dell'unione civile non specificatamente legata al sesso è uno degli obiettivi principali dei sostenitori dei diritti gay.
Gli atteggiamenti verso l'omosessualità sono cambiati in quasi tutte le società sviluppate nell'ultima parte del XX secolo, accompagnati da una maggiore accettazione dei gay in entrambe le istituzioni, sia quelle secolari che quelle religiose.

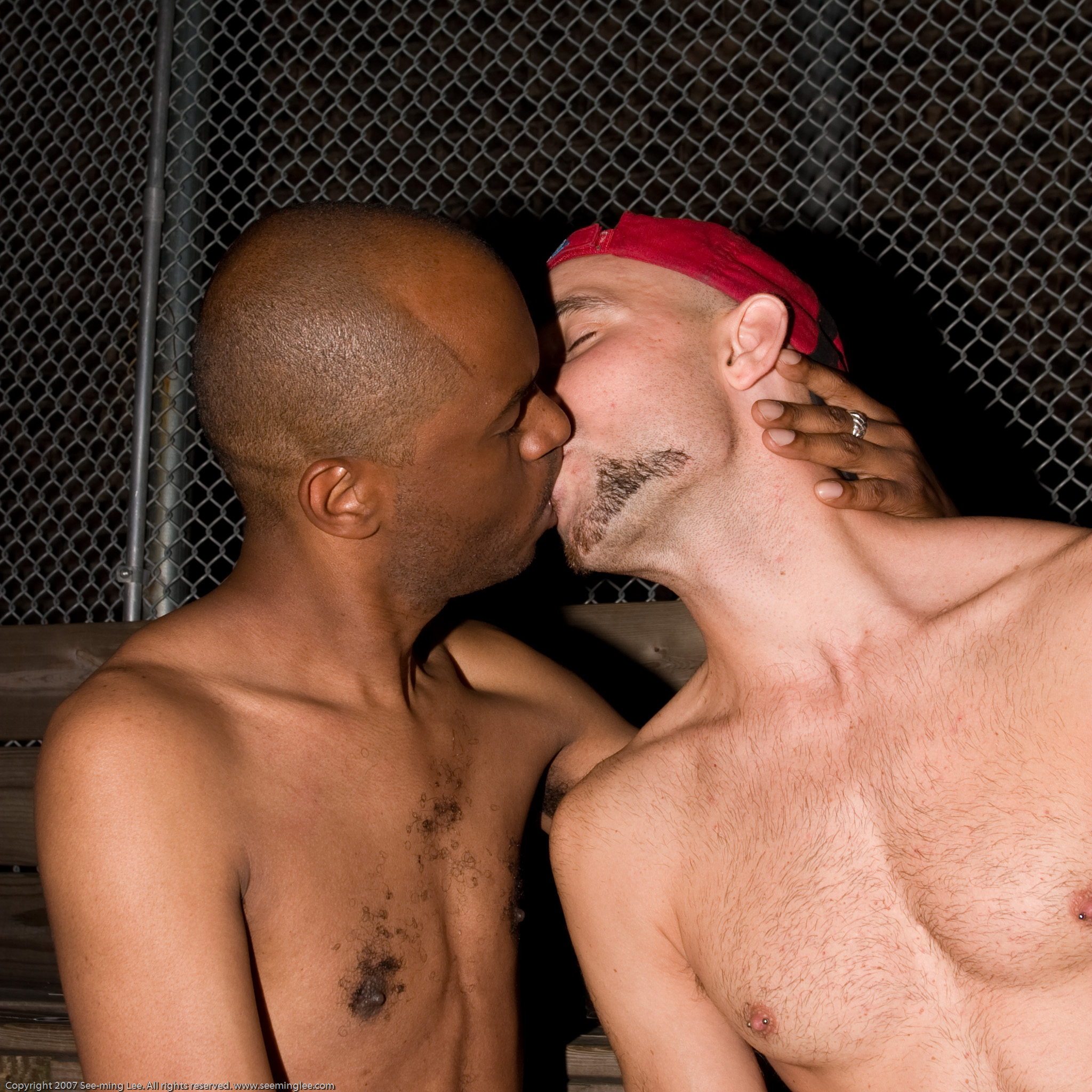
Un afroamericano che bacia un bianco americano. New York, 2007.

Una certa opposizione ai diritti LGBT sostiene che il termine "diritti civili LGBT" è una definizione erronea ed un tentativo associarsi con il movimento dei diritti civili. Jesse Lee Peterson, per esempio, ha chiamato la sovrapposizione fatta tra il movimento per i diritti civili degli afroamericani ed il "movimento dei diritti dei gay" una "disgrazia per un afroamericano"; egli ha sostenuto anche che "l'omosessualità non è un diritto civile. Ciò che abbiamo è un gruppo di omosessuali radicali che cercano di far approvare la propria agenda gay unificandola alle lotte degli anni sessanta".
Jesse Jackson da par suo ha affermato che i gay non sono mai stati nominati nel "Three-Fifths Compromise". Gene Rivers, un ministro di Boston, ha accusato i gay di sfruttamento del movimento dei diritti civili.
Dall'altra parte la National Association for the Advancement of Colored People (NAACP), un'organizzazione leader durante il movimento dei diritti civili negli Stati Uniti, assieme a molti leader anti-apartheid in Sudafrica - primo fra tutti Desmond Tutu - hanno espresso tutto il loro sostegno ai diritti LGBT e la sua perfetta corrispondenza con altri movimenti dei diritti umani e dei diritti civili.

#### Statistiche
Il 73% dell'opinione pubblica negli Stati Uniti nel 2001 ha dichiarato di conoscere qualcuno che è gay, lesbica o bisessuale; questo è il risultato di un costante aumento a partire dal 1983 quando erano il 24%, il 43% nel 1993, il 55% nel 1998 e il 62% nel 2000.
La percentuale del pubblico in generale che afferma che nel 2001 l'omosessualità viene maggiormente accettata di prima era del 64%. L'accettazione è stata misurata su molti livelli diversi - l'87% del pubblico generale farebbe acquisti in un negozio di proprietà di qualcuno che è gay o lesbica, ma solo il 46% frequenterebbe una chiesa o una sinagoga dove un ministro o un rabbino fosse apertamente gay o lesbica. Un sondaggio del 2011 del Pew Research Center ha mostrato che il 60% degli adulti statunitensi pensa che l'omosessualità debba essere accettata
I maschi e le persone con più di 65 anni hanno maggiori probabilità di pensare che sia sbagliato. Tra coloro che non conoscono direttamente nessuna persona LGB il 61% pensa che il "comportamento omosessuale" sia sbagliato. Idea questa fomentata dalla religione, per cui il 60% dei cristiani dell'evangelicalismo pensa che sia sbagliato, mentre l'11% senza alcuna affiliazione o identità religiosa è contrario. Il 57% dei cittadini ritiene che i gay e le lesbiche siano costretti a vivere in mezzo al pregiudizio e alla discriminazione la propria Cultura basata sul genere e sull'identità sessuale, rendendolo il gruppo che più crede di provare pregiudizi e discriminazioni. Gli afroamericani arrivano al secondo posto con il 42%.
In termini di sostegno alle politiche pubbliche, secondo lo stesso studio del 2001, il 76% del pubblico pensava che dovessero esserci leggi per proteggere le persone omosessuali e lesbiche dalla discriminazione sul luogo di lavoro, il 74% dalla discriminazione abitativa, il 73% favorevoli a concedergli i diritti ereditari, 70 % a sostegno per la salute e altri benefici per i dipendenti e per i partner domestici, il 68% ha sostenuto le prestazioni di sicurezza sociale e il 56% ha supportato le persone della comunità gay e della comunità lesbica a poter servire apertamente nelle United States Armed Forces.
Il 73% ha preferito che l'orientamento sessuale venisse incluso negli statuti sui crimini d'odio. Il 39% ha sostenuto il matrimonio tra persone dello stesso sesso, mentre il 47% ha sostenuto le unioni civili e il 46% il diritto di adozione da parte di coppie dello stesso sesso. Un sondaggio condotto nel 2013 ha mostrato un livello record del 58% degli americani che sostengono il riconoscimento legale per il matrimonio omosessuale.
Uno studio separato mostra che, negli Stati Uniti, la generazione più giovane è più favorevole ai diritti degli omosessuali rispetto alla media e che esiste un crescente sostegno per i diritti LGBT negli Stati Uniti d'America. Nel 2011, per la prima volta, la maggioranza degli americani ha sostenuto la legalizzazione del matrimonio tra persone dello stesso sesso negli Stati Uniti d'America.
Nel 2012 la presidenza di Barack Obama ha espresso il proprio sostegno al matrimonio gay e, nelle elezioni presidenziali negli Stati Uniti d'America del 2012 - a novembre - tre Stati federati degli Stati Uniti d'America (Maine, Maryland e Washington hanno votato per legalizzare i matrimoni gay alle urne per la prima volta nella storia; mentre un tentativo (da parte del Minnesota - di limitare il matrimonio tra persone dello stesso sesso è stato respinto. Nel 2016 il 55% dei cittadini statunitensi ha sostenuto il matrimonio omosessuale e il 37% si è detto invece contrario.